# Хронология Второй карабахской войны
В статье представлена хронология войны в Нагорном Карабахе осенью 2020 года — масштабных боевых действий между вооружёнными силами Азербайджана с одной стороны и армией обороны непризнанной Нагорно-Карабахской Республики (НКР) и вооружёнными силами Армении с другой, с массированным применением боевой техники, ствольной и реактивной артиллерии, баллистических ракет, а также — с азербайджанской стороны — ударных и разведывательных БПЛА. Наиболее интенсивные боевые действия велись на направлении Гадрут — Джебраил, в долине реки Аракс, которая служит природной границей между Азербайджаном и Ираном.
Наступление азербайджанских войск с масштабным применением авиации, бронетехники, артиллерии, ударных БПЛА началось утром 27 сентября. Обе стороны сообщали о многочисленных жертвах среди военнослужащих и мирного населения. В Армении и Нагорно-Карабахской Республике объявили военное положение и всеобщую мобилизацию. На всей территории Азербайджана также было объявлено военное положение, в ряде районов был введён комендантский час. 28 сентября Армения запретила выезд из страны всем мужчинам мобилизационного резерва старше 18 лет, а Азербайджан объявил частичную мобилизацию.
Политическую и военную поддержку Азербайджану оказывала Турция, предоставлявшая ему военную технику, советников и инструкторов. По утверждению ряда источников, при содействии Турции в Карабах непосредственно перед началом боевых действий были направлены сирийские наёмники из состава протурецких вооружённых формирований. Как отмечает Би-би-си, хотя формально Армения в войне не участвовала, Армения и Нагорный Карабах, по крайней мере в военном отношении, фактически составляли одно целое. На стороне НКР также зафиксировано участие армянских добровольцев из Европы, Ближнего Востока и стран Латинской Америки.
Многие мировые державы и международные организации решительно осудили конфликт и призвали обе стороны снизить напряжённость и без промедления возобновить конструктивные переговоры.
10 октября в зоне конфликта в соответствии с договорённостью, достигнутой главами МИД Азербайджана и Армении в Москве при посредничестве России, был объявлен режим прекращения огня для обмена военнопленными и телами погибших. Договорённость, однако, была сорвана, и боевые действия продолжились. 17 октября стороны при посредничестве России достигли нового соглашения о гуманитарном перемирии, однако противоборствующие стороны вновь обвинили друг друга в нарушении перемирия, и боевые действия возобновились.

## Сентябрь

### 27 сентября
27 сентября 2020 года в 07:30 Министерство обороны Азербайджана сообщило, что около 06:00 армянская сторона обстреляла из крупнокалиберного оружия, миномётов и артиллерийских установок прифронтовые сёла Гапанлы Тертерского района, Чырахлы и Орта Карвенд Агдамского района, Алханлы и Шукюрбейли Физулинского района и село Чоджук Марджанлы Джебраильского района. Министерство также сообщило, что в результате обстрелов погибли и были ранены мирные жители.
В 08:03 пресс-секретарь президента Нагорно-Карабахской Республики Ваграм Погосян сообщил, что Азербайджан наносит ракетные и воздушные удары по населённым пунктам НКР, в том числе и по Степанакерту. Власти НКР призвали население укрыться в бомбоубежищах. В Степанакерте была включена сирена воздушной тревоги.
В 09:10 Министерство обороны Азербайджана объявило, что в ответ на утренние обстрелы с армянской стороны было принято решение о начале крупномасштабной «контрнаступательной операции», в ходе которой были задействованы танки, артиллерия, ракетные системы и авиация.
Минобороны Армении заявило, что «азербайджанское наступление … началось в 08:10 по местному времени (04:10 по Гринвичу)». Президент Республики Арцах Араик Арутюнян объявил о введении военного положения в стране и мобилизации лиц старше 18 лет. Позже власти Армении также объявили военное положение и всеобщую мобилизацию.
Азербайджанское телевидение продемонстрировало обращение президента Азербайджана Ильхама Алиева к народу Азербайджана. В частности, он заявил: «Сегодня утром вооружённые силы Армении, используя различные виды оружия, в том числе тяжёлую артиллерию, с нескольких направлений подвергли обстрелу наши населённые пункты, а также военные позиции. В результате вражеского обстрела есть потери, раненые среди мирного населения и военнослужащих… Азербайджанская армия в настоящее время подвергает обстрелу, наносит удары по военным позициям врага, и в результате этих ударов большая часть военной техники противника уничтожена. Это — очередное проявление армянского фашизма». Позднее Ильхам Алиев провёл заседание Совета безопасности страны.
МИД Азербайджана заявил, что армянские силы обстреляли село Кашалты Каракоюнлу, находящееся в административном подчинении города Нафталан, в результате чего погибло пять членов одной семьи, в том числе двое детей. Репортёр турецкого телеканала TRT Haber Фуат Козлуклу посетил разрушенный дом и показал его развалины.
Ко второй половине дня 27 сентября министерство обороны Азербайджана сообщило о занятии семи сёл: Ашагы Абдурахманлы, Караханбейли, Карвенд, Горадиз, Юхары Абдурахманлы Физулинского района, Бёюк Марджанлы и Нузгер Джебраильского района. Министерство обороны НКР опровергло эти утверждения.

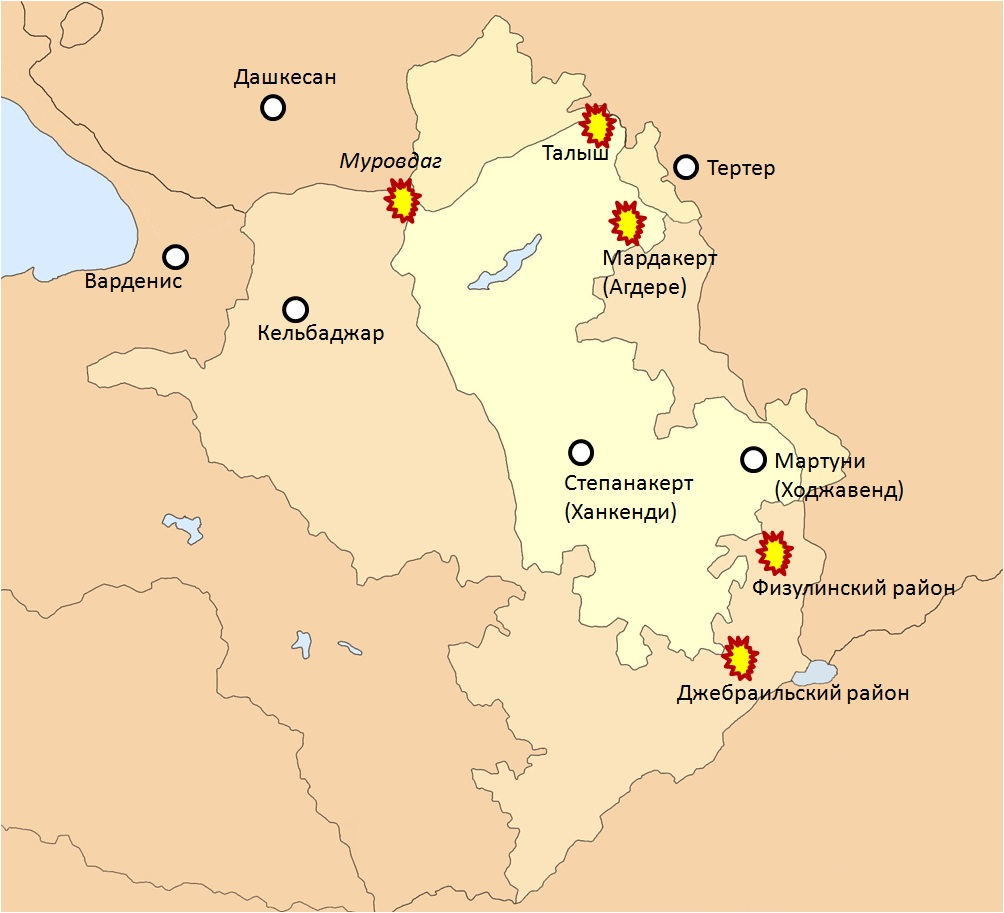
Карта зоны боевых действий.
Пояс безопасности Нагорного Карабаха, контролировавшийся НКР на начало конфликта 2020 года
Территория бывшей НКАО, контролируемая НКР
Территория, заявленная НКР, но контролируемая Азербайджаном
Примерные районы, где шли бои 27-28 сентября

Минобороны Азербайджана также сообщило об уничтожении армянских постов на агдеринском направлении и на высотах Муровдагского хребта. Позднее армянская сторона подтвердила потерю ряда позиций в направлении села Талыш и на юге.
Минобороны Азербайджана также заявило, что «в результате операции азербайджанских войск в направлении Геранбойского района была освобождена высота Муров хребта Муровдаг, а также взята под контроль автомобильная дорога военного значения Варденис — Мардакерт».
В этот же день военное командование Азербайджана заявило об окружении населённого пункта Мардакерт и предложило гарнизону сдаться.

### 28 сентября
Президент Азербайджана Ильхам Алиев подписал распоряжение о частичной мобилизации. На всей территории Азербайджана было объявлено военное положение, в ряде районов — введён комендантский час.
Президент НКР сообщил, что в ходе ночных боёв армянская сторона восстановила контроль над рядом ранее уступленных позиций. По данным Азербайджана, ВС Армении ночью и утром обстреляли город Тертер.
Министерство обороны Азербайджана сообщило, что азербайджанская армия продолжила контрнаступление и заняла несколько высот вокруг села Талыш. Азербайджанская сторона заявила об уничтожении четырёх танков и нескольких единиц боевой техники противника.
К середине дня Минобороны Армении заявило об отражении масштабной танковой атаки азербайджанских ВС на южном направлении. По утверждению ведомства, были уничтожены 10 единиц азербайджанской бронетехники и азербайджанским силам пришлось отступить.
Во второй половине дня Минобороны Азербайджана сообщило, что на агдеринском направлении был нанесён удар по артиллерийским подразделениям 5-го горнострелкового полка ВС Армении, в результате чего подразделения противника понесли большие потери и были вынуждены оставить свои огневые позиции и отступить.
Вечером Минобороны Армении заявило, что ВС Азербайджана начали новую широкомасштабную наступательную операцию в долине реки Аракс и на участке Мадагиз — Талыш.
Поздно вечером представители Армии обороны НКР заявили о сбитии самолёта азербайджанских ВВС вблизи города Мартуни. Минобороны Азербайджана заявило, что эта информация не соответствует действительности.
Минобороны Азербайджана вечером сообщило, что армянские силы подвергли артиллерийскому обстрелу населённые пункты Юхары-Агджакенд и Гарамусалы Геранбойского района Азербайджана.
Пресс-секретарь МИД Армении Анна Нагдалян на пресс-брифинге заявила, что МИД Армении располагает информацией о наёмниках, которых турецкие власти вербуют на Ближнем Востоке для переброски их в район боевых действий. Она также заявила, что «рядом с азербайджанцами воюют турецкие инструкторы, которые используют турецкое вооружение, в том числе БПЛА и самолёты».

### 29 сентября
В ночь с 28 на 29 сентября по всему фронту продолжались напряжённые бои. Согласно сообщениям Минобороны Азербайджана, армянские силы предпринимали попытки вернуть утраченные позиции на Физули-Джебраильском и Мардакерт-Тертерском направлениях.
Утром Минобороны Армении заявило об отражении атак азербайджанских войск на нескольких направлениях.
По данным Минобороны Азербайджана, в ходе ночных боёв смешанная колонна армянской бронетехники и автомобилей, выдвигавшаяся из Мадагиза в направлении Агдере, и артиллерийская батарея, осуществлявшая огневую поддержку её перемещению, были уничтожены авиационными средствами.
Утром азербайджанская армия продолжила наступление на город Физули.
С 07:30, по сообщениям Минобороны Азербайджана, территория Дашкесанского района подвергалась артиллерийскому обстрелу с территории Варденисского района Армении.
В середине дня Минобороны Армении сообщило об обстреле азербайджанской артиллерией воинской части в районе армянского города Варденис.
Пресс-секретарь Минобороны Армении Шушан Степанян заявила, что азербайджанские войска вдоль всей линии фронта используют тяжёлые огнемётные системы ТОС-1, РСЗО «Смерч» и иные системы. В связи с этим, по её словам, Вооружённые силы Армении в ответ на действия азербайджанской армии могут перейти к применению «ударных систем большой дальности и разрушительной мощи».
Начальник пресс-службы Минобороны Азербайджана полковник Вагиф Даргяхлы сообщил, что азербайджанской армией был разгромлен дислоцированный на территории Ходжавендского района 3-й мотострелковый полк ВС Армении «Мартуни». Также, по его словам, была уничтожена армянская установка залпового огня «Ураган». В ходе боёв, сообщил Даргяхлы, был убит начальник артиллерии 18-й мотострелковой дивизии ВС Армении полковник Карен Бабаян.
Днём министерство обороны Азербайджана сообщило об уничтожении командно-наблюдательного пункта 3-го батальона 1-го полка армянской армии, а также об отражении контратаки армянских ВС со стороны села Ашагы Вейселли Физулинского района. По азербайджанским данным, в ходе боевых действий был убит Спартак Кочарян, командир 61-го отдельного инженерного полка армянской армии, дислоцированного в Вагаршапате.
Вечером Минобороны Армении сообщило об отражении атак азербайджанских подразделений, действовавших при поддержке танков.
В связи с гибелью армянского Су-25, осуществлявшего поддержку действий сухопутных сил, армянская сторона заявила, что самолёт был сбит турецким истребителем F-16, действовавшим с аэродрома Гянджа. Пилот самолёта Валерий Данелин погиб. Азербайджанские и турецкие представители отвергли обвинение.
Премьер-министр Армении Никол Пашинян в эфире российского телевидения заявил о наличии у армянской стороны информации о вовлечённости Турции в вооружённый конфликт: «По нашей достоверной информации, военные инструкторы и высокопоставленные военные находятся на командных пунктах Азербайджана, и местами они даже руководят военными действиями». Пашинян охарактеризовал действия азербайджанских сил как операцию, заранее спланированную во время совместных военных учений с ВС Турции. Версию о том, что военная операция азербайджанской армии против армянских сил, возможно, была заранее спланирована при содействии Турции, поддерживают эксперты Института исследования проблем войны, опубликовавшие 12 октября аналитическую справку «Эрдоган стремится разрушить поддерживаемый Кремлём статус-кво в Нагорном Карабахе».
Поздно вечером МО Армении сообщило об уничтожении азербайджанской автоколонны, перевозившей боеприпасы.
Поздно вечером Минобороны Азербайджана сообщило, что в результате артиллерийских ударов были уничтожены позиции 1-го батальона 5-го мотострелкового полка, дислоцированного вблизи населённого пункта Гасангая Тертерского района, и 1-го батальона 6-го мотострелкового полка ВС Армении, дислоцированного на Талышском направлении.
Армянские СМИ сообщили об эвакуации женщин и детей из города Мардакерт.
В ходе боёв на территории села Шушикенд Ходжалинского района, по данным Минобороны Азербайджана, был уничтожен зенитно-ракетный комплекс С-300 противника, но эта информация была опровергнута представителем Минобороны Армении.
По сообщению корреспондента «Известий», в Степанакерте началась стихийная эвакуация жителей.
В Армении было начато формирование добровольческого женского батальона для отправки в Карабах.

### 30 сентября

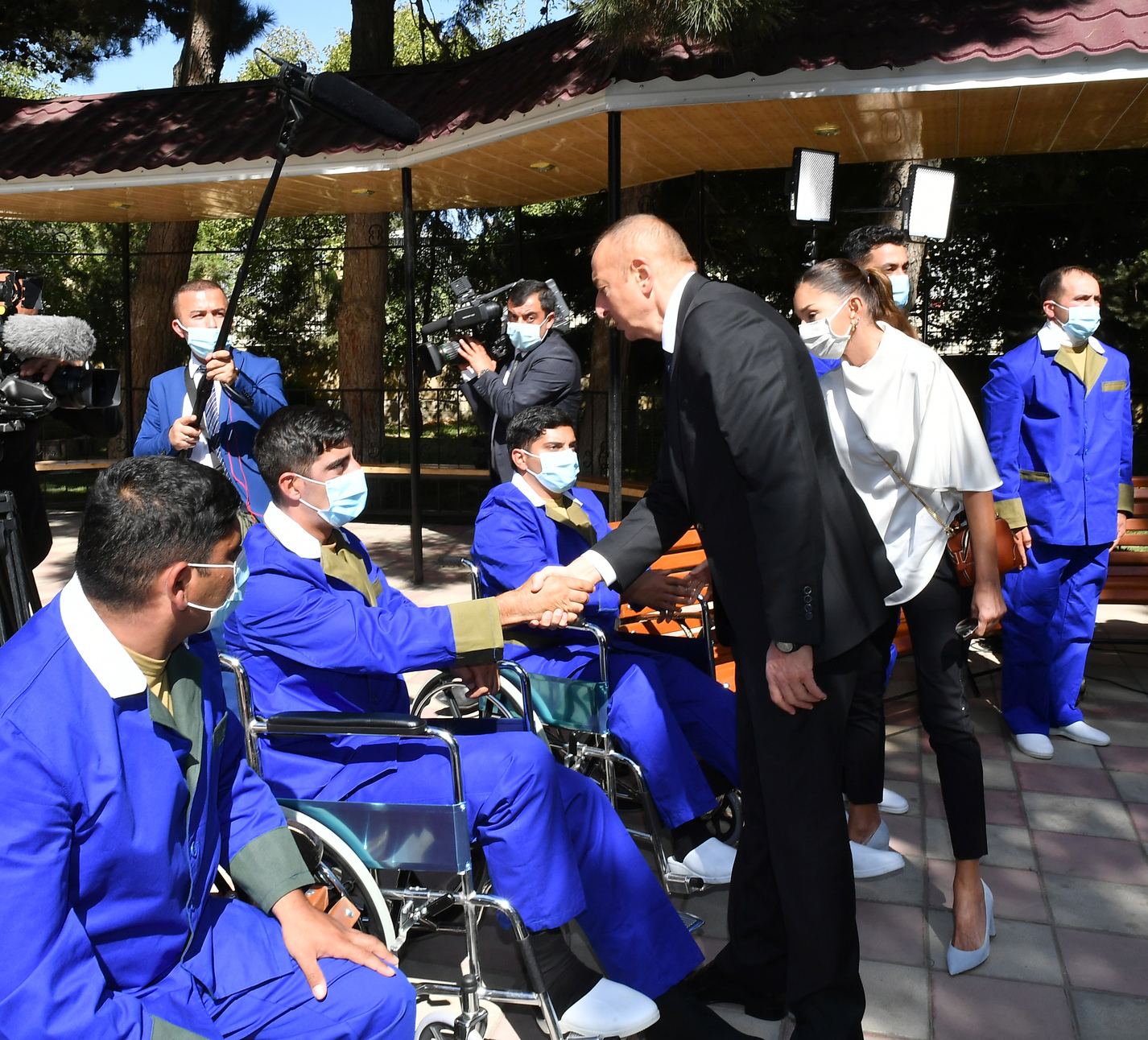
Президент Азербайджанской Республики Ильхам Алиев на встрече с ранеными военнослужащими в Центральном военном госпитале Минобороны. 30 сентября 2020 года

Минобороны Азербайджана сообщило, что ранним утром армянские формирования попытались провести контрнаступление на Мадагизском направлении.
Армянская сторона заявила, что ВС Азербайджана наносили удары по населённым пунктам и что за ночь в Степанакерте были сбиты два БПЛА.
Согласно данным МО Азербайджана, подразделения ВС Армении подвергли артиллерийскому обстрелу город Тертер; гражданской инфраструктуре был нанесён ущерб, имеются раненые среди жителей.
Утром Минобороны Азербайджана сообщило об операции по уничтожению окружённых армянских подразделений и зачистке местности на Агдере-Тертерском направлении.
Утром пресс-служба министерства обороны Азербайджана сообщила, что артиллерийские подразделения ВС Армении начали обстрел посёлка Ашагы Агджакенд Геранбойского района.
Омбудсмен НКР Артак Бегларян заявил, что при обстреле города Мардакерт погибли 3 мирных жителя, ещё тридцать человек получили ранения.

## Октябрь

### 1 октября
Ночью в 01.00 Министерство обороны Азербайджана сообщило об уничтожении подразделениями азербайджанской армии ряда военных колонн противника, передвигающихся в различных направлениях. Также по сообщению оборонного ведомства, в ходе ночных боёв подразделениями азербайджанской армии были нанесены артиллерийские удары по позициям вооруженных сил Армении, дислоцированных на возвращенных территориях, уничтожено несколько артиллерийских установок вооруженных сил противника.
Утром, армянская сторона заявила, что с целью улучшения своих боевых порядков противник попытался осуществить некоторую перегруппировку сил и средств, однако все эти попытки были своевременно обнаружены и пресечены армянскими ВС. Добавив, что на всем протяжении зоны боевых действий в Карабахе минувшей ночью сохранялась стабильная напряженность, сообщает пресс-служба Армии обороны НКР.
Минобороны Азербайджана сообщило, что утром подразделения вооруженных сил Армении возобновили артиллерийский обстрел города Тертер. По данным пресс-службы Генеральной прокуратуры Азербайджана в результате обстрела ВС Армении в 09:00 автовокзала города Тертер погиб один мирный житель Азербайджана.
Утром армянская сторона заявила, что сбила принадлежащий ВВС Азербайджана самолёт и вертолёт, обломки которого упали на территорию Ирана. Министерство обороны Азербайджана опровергло данную информацию, заявив, что «все авиасредства, принадлежащие ВВС Азербайджана, боеспособны и находятся в полном составе».
По данным Минобороны Азербайджана, утром территория Азербайджана подверглась ракетному обстрелу с территории бывшего Горисского района Армении. По словам оборонного ведомства, выпущенные из Армении снаряды попали на линию фронта в районе Джебраила-Физули.
Во второй половине дня, армянская сторона сообщила о сбитии трёх самолётов Су-25 и двух вертолётов Ми-24 ВВС Азербайджана. Министерство обороны Азербайджана опровергло сообщения об уничтожении различных авиационных средств ВВС Азербайджана армянской стороной, добавив, что в сегодняшних боях не использовались боевые самолёты и вертолеты ВВС Азербайджана.
Во второй половине дня Министерство обороны Азербайджана заявило, что село Чоджук Марджанлы Джебраильского района, город Горадиз Физулинского района и прифронтовые села Геранбойского, Тертерского и Агдамского районов подверглись артиллерийскому обстрелу со стороны вооруженных сил Армении.
Вечером 1 октября пресс-секретарь Министерства обороны Азербайджана полковник-лейтенант Анар Эйвазов на брифинге заявил, что «азербайджанская армия успешно продолжает контрнаступательную операцию», что «на пятый день операции армянские вооруженные силы понесли крупные потери» и «вынуждены отступать по различным направлениям».
Иранские СМИ сообщили, что азербайджанская ракета попала в Парвис Ханлу в Хода Афарин в Иране.

### 2 октября
Министерство обороны Азербайджана заявило, что к утру 2 октября азербайджанские войска установили контроль над господствующими высотами вокруг Мадагиза и продвинулись вперёд на Джебраил-Физулинском направлении. В сводке говорится, что за ночь было уничтожено 5 единиц бронированной и автомобильной техники, 3 объекта военной инфраструктуры и большое количество личного состава армянской стороны.
Представитель Минобороны Армении сообщил, что «попытки противника прорвать на отдельных участках оборону наших войск провалены», и заявил, что армянские ПВО сбили азербайджанский самолёт.
Утром Министерство обороны Азербайджана сообщило, что сёла Хындрыстан, Алыбейли, Ахмедагалы и Сафарли Агдамского района подверглись интенсивному артиллерийскому обстрелу со стороны противника, имеются убитые и раненые среди мирного населения. Глава муниципалитета города Тертер Тунзаля Велиева, сообщила, что в результате обстрела армянской стороной посёлка Шыхарх один из снарядов попал по детскому саду посёлка. Днём пресс-служба Министерства обороны Азербайджана сообщила, что армянские вооружённые силы ведут ракетный обстрел населенных пунктов Амирли Бардинского района, Агдам Товузского района и Кузанлы Агдамского района. В 13:16 МО Азербайджана сообщило, что около 10 ракет, выпущенных из оперативного тактического ракетного комплекса «Точка-У» с территории Армении попали в село Сабиркенд Шамкирского района. В 16:35 МО Азербайджана сообщило, что ВС Армении подвергли артиллерийскому обстрелу город Тертер, поселок Шыхарх Тертерского района и село Соганвердилер Бардинского района. По словам заведующего отделом по вопросам внешней политики Администрации Президента Азербайджана Хикмета Гаджиева, только за 2 октября на Тертер упало более двух тысяч снарядов.
Во второй половине дня Министерство обороны Азербайджана сообщило об уничтожении объектов материально-технического обеспечения и военной техники, доставлявшей оружие и боеприпасы в опорный пункт вооруженных сил Армении на высокой горной вершине. В 17:34 Министерство обороны Азербайджана сообщило об уничтожении полевого пункта управления и танков противника.
В МО Армении сообщили о двух сбитых самолётах ВВС Азербайджана в Карабахе. Министерство обороны Азербайджана на следующий день опровергло данное заявление, сообщив, что ни один боевой самолёт ВВС Азербайджана сбит не был.
Днем МО Армении, заявила, что азербайджанская сторона начала массированный обстрел Степанакерта. Артиллерийские взрывы в Степанакерте были зафиксированы независимыми СМИ. Оперативный штаб НКР сообщил, что Вооружённые силы Азербайджана обстреляли соединяющий Армению и Карабах мост через реку Акера (Акар).
МИД Армении приветствовал заявление главы стран-сопредседателей Минской группы ОБСЕ, которые жестко осудили применение силы в зоне конфликта, и выразил готовность к переговорам в рамках Минской группы ОБСЕ по Нагорному Карабаху: «Мы будем продолжать решительно отражать агрессию Азербайджана, но в то же время готовы работать со странами — сопредседателями Минской группы ОБСЕ в направлении прекращения огня, на основании соглашений 1994—1995 годов», и осудил агрессивные действия Азербайджана и Турции.
Никол Пашинян провел телефонный разговор с Владимиром Путиным, в котором «с обеих сторон выражена серьёзная озабоченность в связи с поступающей информацией о вовлечении в военные действия боевиков незаконных вооружённых формирований с Ближнего Востока». Как отмечает Коммерсант, таким образом, Москва, по сути, поддержала звучащие из Еревана заявления о том, что с азербайджанской стороны в боевых действиях участвуют исламисты из Сирии и Ливии. Глава МИДа Сергей Лавров в беседе со своим коллегой из Ирана Мохаммадом Джавадом Зарифом, также озвучил «вовлечение в конфликт боевиков незаконных вооруженных формирований из Сирии и Ливии».
Ночью Министерство обороны Азербайджана сообщило, что в течение дня ВС Азербайджана «успешно продвигаясь на намеченных направлениях, овладели новыми опорными пунктами и осуществили зачистку территории от противника».

### 3 октября
Утром Министерство обороны Азербайджана заявило, что в течение ночи на различных направлениях фронта была пресечена боевая активность противника и ему был «нанесён сокрушительный удар», по всему фронту продолжаются ожесточённые бои.
В ночь со 2 на 3 октября шли ожесточенные бои, после того как Азербайджан перебросил туда новые силы, заявил представитель Минобороны Армении Арцрун Ованнисян. Пресс-секретарь военного ведомства Шушан Степанян сообщила, что «Противник сконцентрировал на этих флангах крупные силы и перешел в наступление. Армянские подразделения пресекают продвижение противника, нанося ему большие потери».
3 октября начальник пресс-службы Министерства обороны Азербайджана Вагиф Даргяхлы заявил, что ударные БПЛА Азербайджана продолжают уничтожать боевую технику Вооружённых сил Армении.
В 10:50 Министерство обороны Азербайджана сообщило, что в течение ночи вооруженные силы Армении подвергли артиллерийскому обстрелу город Тертер, села Сахлеабад, Газиан, Гапанлы, Гайнаг, Аскипара, Гусанлы Тертерского района, сёла Аяг Карвенд, Имамкулубейли, Карадаглы, Тазакенд Агдамского района, сёла Муганлы, Киямаддинли, Ранджбарлар Агджабединского района, село Тапкаракоюнлу Геранбойского района и подвергает артиллерийскому обстрелу село Гузанлы Агдамского района. Азербайджанская армия, как сообщает оборонное ведомство, «предпринимает ответные меры против врага».

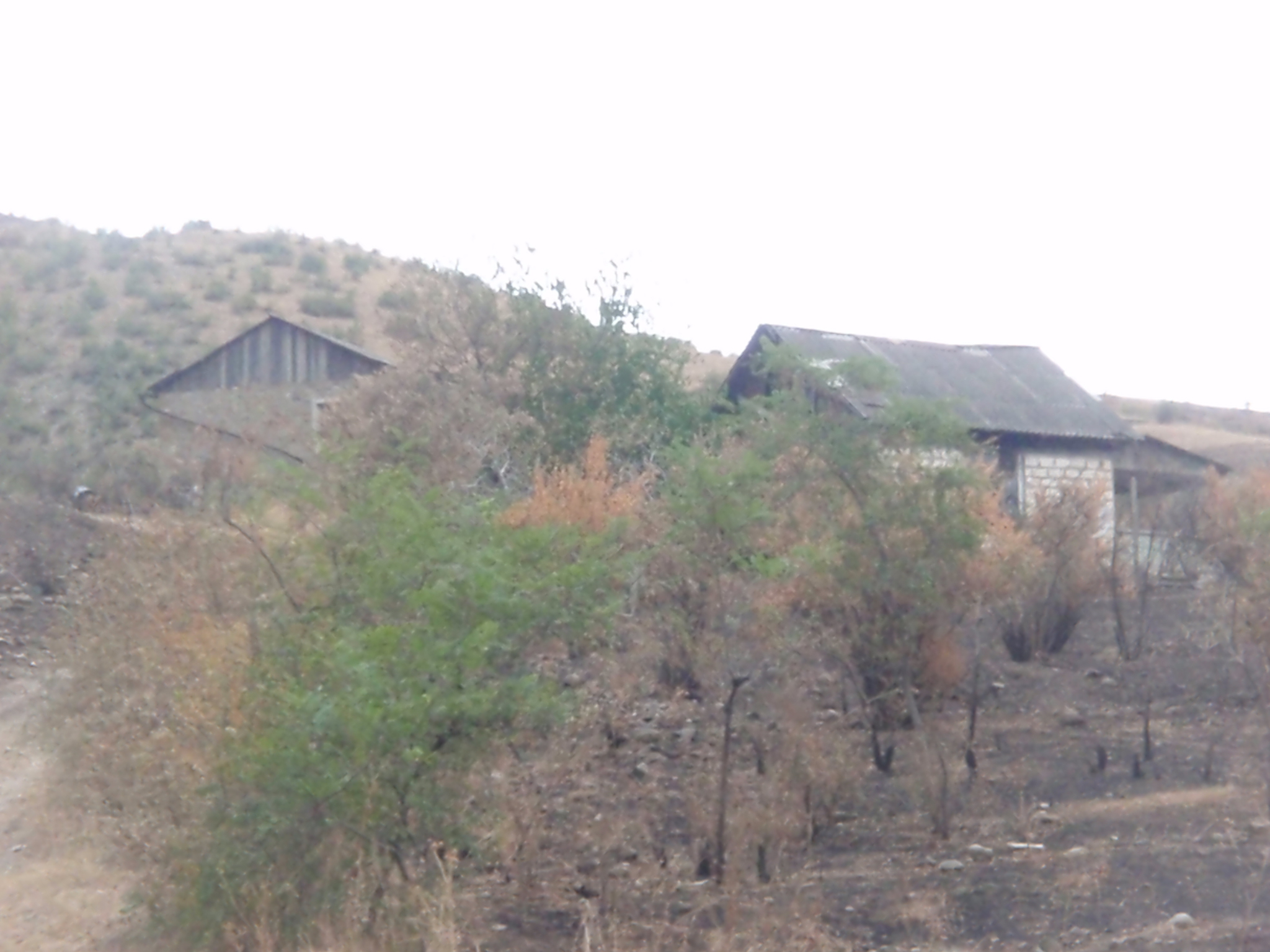
Дома в селе Мадагиз в 2011 году

Вечером президент Азербайджана Ильхам Алиев заявил, что армия страны взяла под контроль село Мадагиз. Позднее Алиев заявил, что азербайджанская армия заняла сёла Талыш в Тертерском, Мехдили, Чахырлы, Ашагы Маралян, Шейбей, Куйджак в Джебраильском и Ашагы Абдурахманлы в Физулинском районах Азербайджана. Ночью Министерство обороны Азербайджана официально подтвердило взятие данных сёл вооружёнными силами Азербайджана. Также оборонное ведомство Азербайджана сообщило, что в ходе боёв в Мадагиз-Агдеринском направлении было уничтожено 4 танка 77-го танкового батальона вооружённых сил Армении, а 3 танка захвачены в качестве трофеев. Минобороны также добавило, что в результате артиллерийских ударов азербайджанских войск по 5-му горнострелковому полку вооружённых сил Армении, дислоцированному в Агдеринском направлении, были уничтожены 4 единицы автомобильной техники полка, среди военнослужащих имеются многочисленные потери убитыми и ранеными, а личный состав нескольких подразделений 5-го горнострелкового полка, по данным Минобороны, бежал, оставив боевые позиции. 5 октября Би-би-си, проанализировав опубликованное из Талыша Министерством обороны Азербайджана видео, подтвердило контроль ВС Азербайджана над Талышом.
По заявлению официального представителя МО Армении Арцруна Ованнисяна, вооруженные силы НКР уничтожили большую группировку ВС Азербайджана, состоящую из военной техники и живой силы, уничтожены десятки единиц бронетехники.
Президент НКР Араик Арутюнян сообщил, что армия Карабаха после тяжелых боев 3 октября улучшила свои позиции. Вечером 3 октября пресс-секретарь министерства обороны Армении Шушан Степанян заявила, что «по всей протяженности границы ведутся позиционные бои. Подразделения Армии обороны продолжают уверенно контролировать ситуацию» и что Азербайджан в очередной раз подверг обстрелу Степанакерт.
Премьер-министр Армении Никол Пашинян заявил, что азербайджанской армией в Карабахе руководят турецкие офицеры, и что в штабе вооружённых сил Азербайджана работает до 150 высокопоставленных советников из Турции.
По данным представителя Минобороны Армении Арцруна Ованнисяна, 3 октября азербайджанская сторона потеряла более 400 человек убитыми, 45 единиц бронетехники и 10 БПЛА, 3 самолета и вертолет. По взятию села Мадагиз, Арцрун Ованнисян заявил, что уже неоднократно отмечал, что не готов обсуждать тактическую линию противостояния, которая постоянно меняется. Издание Vesti.ua отмечает, что таким образом, Ованнисян уклонился от прямого ответа на вопрос о взятии Азербайджаном ряда населенных пунктов в Карабахе. На следующий день в эфире телеканала «Украина 24» представитель армянского Минобороны Арцрун Аганесян назвал информацию азербайджанской стороны о взятии Магадиса «фейком».

### 4 октября
Основная статья: Бомбардировка Гянджи
Утром Министерство обороны Азербайджана заявило, что в течение последних двух дней позиции подразделений азербайджанской армии и населённые пункты Азербайджана подвергались интенсивному обстрелу с воинской части, дислоцированной в селе Баллыджа. Также оборонное ведомство страны сообщило, что «армянские вооруженные силы с территории Ханкенди (Степанакерта) подвергают ракетному обстрелу город Тертер и город Горадиз Физулинского района».
Утром Президент НКР Араик Арутюнян заявил, что Азербайджан обстрелял Степанакерт реактивными системами залпового огня «Полонез» и «Смерч».
Министерство обороны Азербайджана заявило, что армянские вооруженные силы обстреливают Гянджу. В 10 утра советник президента НКР Ваграм Погосян заявил, что уничтожен военный аэродром ВС Азербайджана в Гяндже. Помощник президента Азербайджана Хикмет Гаджиев заявил, что Армения нанесла массированные ракетные удары по густонаселённым жилым районам Гянджи. Министерство обороны Азербайджана опровергло информацию армянской стороны об обстреле и уничтожении военных объектов в Гяндже, добавив, что «в результате огня противника пострадали мирные жители, гражданская инфраструктура и древние исторические постройки».
Позднее корреспондент «Дождя» Василий Полонский с места событий сообщил, что аэропорт в Гяндже, об уничтожении которого утром заявляли власти НКР, не пострадал при обстрелах. По словам журналиста, не пострадало ни здание аэропорта, ни взлетные полосы. Там стоят гражданские самолеты, а сам аэропорт с марта не работает из-за эпидемии коронавируса. Директор аэропорта Бэйлер Наджафов сообщил, что находился в аэропорту с 7 утра и слышал взрывы в городе. Однако, по его словам, территорию аэропорта не обстреливали. В этот же день корреспондент ТАСС сообщил с места событий, что аэропорт Гянджи не пострадал в результате утреннего ракетного обстрела, осуществленного армянской стороной, добавив, то здание терминала полностью уцелело, никаких разрушений или повреждений не видно, рядом стоят машины обслуживания воздушной гавани.
Пресс-служба Министерства обороны НКР сообщила, что анализ действий Азербайджана показывает, что он собирается перейти в новое наступление.
Согласно заявлению президента НКР Араика Арутюняна, после того как ВС Азербайджана, несмотря на неоднократные предупреждения, продолжают наносить удары по мирному населению, используя системы «Полонез» и «Смерч», «военные объекты, расположенные в крупных городах Азербайджана, с этого момента стали мишенями для Армии обороны». Арутюнян возложил «всю ответственность за происходящее на военно-политическое руководство Азербайджана» и призвал «население Азербайджана быстро покинуть эти города, во избежание возможных потерь». Одновременно пресс-секретарь Арутюняна Ваграм Погосян разместил на своей странице в Facebook призыв к Азербайджану «опомниться, пока не поздно», иначе «ещё несколько дней, и археологи не смогут даже место Гянджи найти».
По заявлению МО Азербайджана, Гянджа была обстреляна с территории Армении. Министр обороны Азербайджана Закир Гасанов заявил, что «обстрел территории Азербайджана с территории Армении носит явно провокационный характер и расширяет зону боевых действий». По словам помощника президента Азербайджана Хикмета Гаджиева, ракетные удары по Азербайджану наносятся из окрестностей Вардениса и города Горис.
Пресс-секретарь минобороны Армении Шушан Степанян заявила, что с территории Армении огонь по Азербайджану не ведется.
В 11:37 Министерство обороны Азербайджана сообщило о предпринимаемых «карательных мерах против врага» и нанесении ударов с воздуха по военной технике противника. По словам помощника президента Азербайджана Хикмета Гаджиева были уничтожены артиллерийские точки противника вблизи Степанакерта.
Днём на брифинге заведующий отделом по вопросам внешней политики Администрации Президента Азербайджана Хикмет Гаджиев, заявил, что «в результате точного удара азербайджанской армии главарь сепаратистского режима Араик Арутюнян получил тяжёлое ранение». Представитель Минобороны Армении Шушан Степанян отреагировала на заявления азербайджанской стороны о тяжелом ранении президента НКР Араика Арутюняна, заявив, что «он только что был в прямом эфире».
В 15:00 Министерство обороны Азербайджана сообщило, что Вооружённые силы Азербайджана уничтожили бронетехнику, средства огневой поддержки и снабжения армянских подразделений.
Во второй половине дня Министерство обороны Азербайджанской Республики сообщило, что Вооружённые силы Армении обстреливают из артиллерии сёла Сарыджалы Агджабединского, Бахарлы, Чырахлы, Учоглан Агдамского и Шахвеллер Бардинского районов Азербайджана.
В 16:16 Военное командование Азербайджана обратилось к армянскому населению, проживающему в населенных пунктах в зоне боевых действий. В своём обращении военное командование Азербайджана заявило, что азербайджанская армия не берёт на прицел мирное население, гражданские объекты и инфраструктуру, что мишенью азербайджанской армии являются огневые позиции, военные объекты и военная инфраструктура на оккупированных территориях. Военное командование Азербайджана призвало гражданское население, проживающее в этих районах, держаться подальше от зоны боевых действий, заявив, что «будут созданы соответствующие условия для того, чтобы гражданское население не пострадало от тяжелых боев и были беспрепятственно эвакуированы из этого района». Также был обещано, что с гражданскими лицами будут обращаться в соответствии с требованиями Женевской конвенции, и их права человека будут защищены.

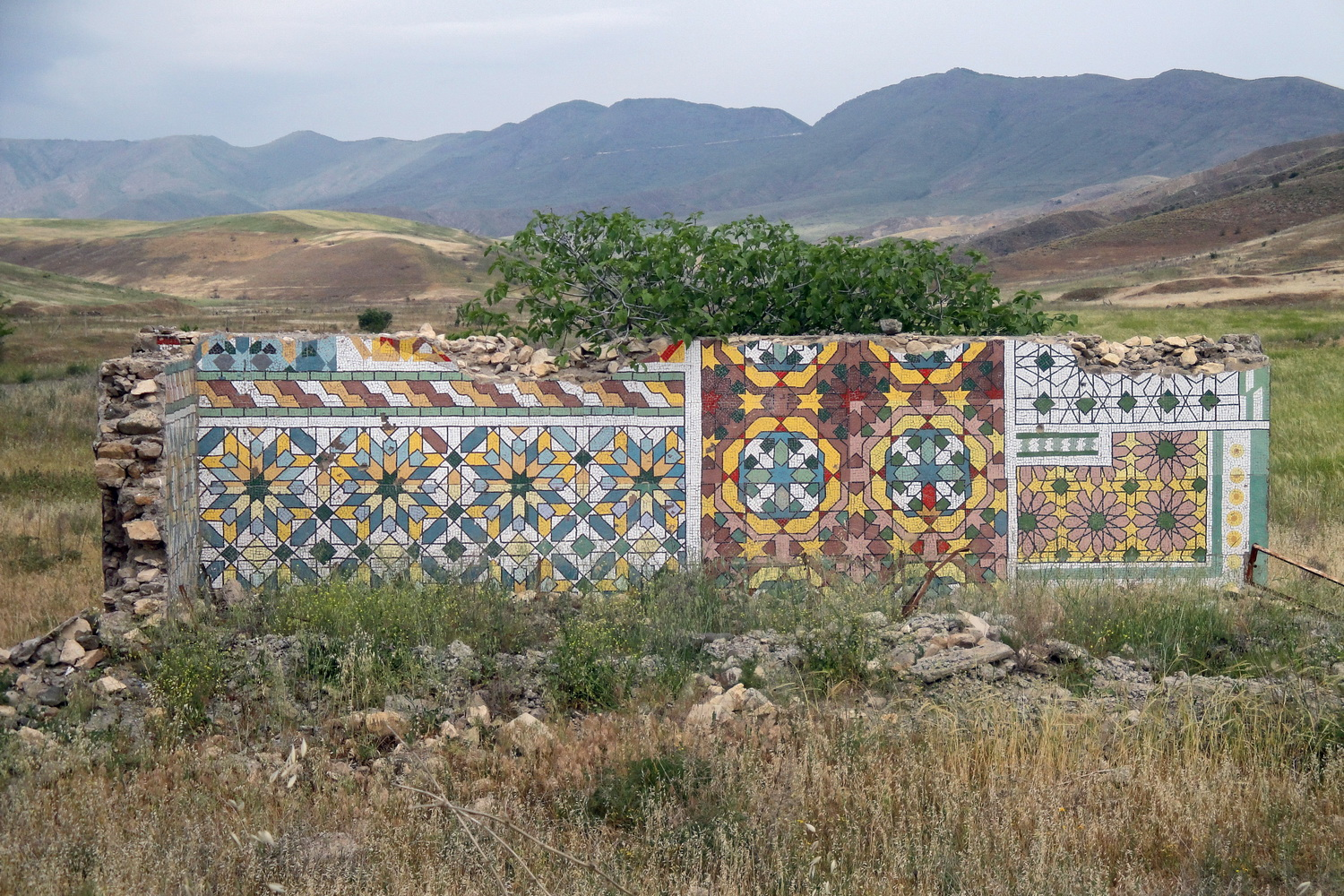
Разрушенная автобусная остановка в городе Джебраил в 2014 году

В 16:40 Президент Азербайджанской Республики Ильхам Алиев заявил, что азербайджанская армия взяла город Джебраил и несколько сёл Джебраильского района. Официальный представитель минобороны Армении Арцрун Ованнисян опроверг эти заявления Баку, и назвал их «дезинформацией». Однако, спецкор «Новой газеты» Илья Азар опубликовал 7 октября слова одного из добровольцев, с которым встретился 4 октября в Нагорном Карабахе, который сказал: «У нас в верхушке… в Армении говорят: „Джабраил, вперёд“, но его уже нет». По словам другого армянского добровольца Артура Оганисяна, воевавшего на южном фронте, в районе Джебраила, его командира будут судить за то, что он ослушался приказа сверху, собрал ночью всю молодёжь и сказал уходить [из Джебраила]. Другой доброволец, друг Оганисяна, сказал: «Там всё очень плохо. Мы приехали с первой линии у Джабраила». 8 октября власти Армении аннулировали аккредитацию Азара на территории страны. По словам журналиста, ему намекнули: решение принято из-за репортажа из Шуши и Лачина, который, как ему сказал представитель МИДа, вызвал негативный резонанс.
Вечером Министерство обороны Азербайджана сообщило, что в Джебраильском направлении в качестве трофея было захвачено «большое количество вооружения, боевой и автомобильной техники противника».
Вечером в эфире государственного телеканала АзТВ президент Азербайджана Ильхам Алиев в обращении к народу заявил, что азербайджанская армия взяла девять сёл Джебраильского района: Кархулу, Шукюрбейли, Черекен, Дашкесан, Хоровлу, Махмудлу, Джафарабад, Юхары-Маралян и Дажал. Би-би-си сообщает, что все взятые, по данным Азербайджана, на юге сёла, судя по спутниковым снимкам, лежат в руинах и полностью или почти полностью заброшены с тех пор, как в начале 1990-х азербайджанское население их покинуло, спасаясь от наступавших армян.
Поздно вечером помощник президента Азербайджана Хикмет Гаджиев заявил, что Вооружённые силы Армении подвергли ракетному обстрелу город Мингечевир, где расположена гидроэлектростанция.

### 5 октября
Утром 5 октября Министерство обороны Азербайджана сообщило, что города Бейлаган, Барда, Тертер и Горадиз, сёла Агджабединского и Тертерского районов, Геранбойский и Гёйгёльский районы подвергаются обстрелу со стороны армянских вооружённых сил.
Обстрелы Степанакерта, Барды и Тертера в этот день зафиксировали также корреспонденты телеканала «Дождь».
Утром пресс-секретарь Минобороны Армении Шушан Степанян заявила, что ВС Азербайджана возобновили наступательные действия на южном направлении.
В 12:09 оборонное ведомство заявило, что город Гянджа подвергается обстрелу с территории Бердского района Армении. Позднее МО Азербайджана сообщило об обстреле армянскими вооружёнными силами города Агджабеди.
Ближе к вечеру Министерство обороны Азербайджана сообщило об уничтожении азербайджанской армией трёх танков 63-го танкового батальона вооружённых сил Армении, а Министерство обороны Армении, в свою очередь, — об уничтожении одного танка и одного БМП противника.
Вечером пресс-секретарь президента НКР Ваграм Погосян сообщил, что на некоторых участках фронта армия НКР проводит тактическое отступление, «чтобы избежать лишних потерь и нанести больший урон войскам противника». Министерство обороны Азербайджана, в свою очередь, сообщило, что «на участке обороны 1-го мотострелкового полка вооруженных сил Армении в Гадруте возникла нехватка продовольствия и горючего» и личный состав 3-го батальона полка, «самовольно оставив боевые позиции, бежал». Также оборонное ведомство Азербайджана сообщило об уничтожении двух РСЗО БМ-21 «Град» 62-го артиллерийского полка и двух РСЗО БМ-21 «Град» 41-го артиллерийского полка вооруженных сил Армении на Агдеринском направлении.
Вечером президент Азербайджана Ильхам Алиев заявил о взятии азербайджанской армией сёл Шыхалиагалы, Сарыджалы и Мазра в Джебраильском районе, а также несколько стратегических высот в нескольких направлениях.
Канада приостановила экспорт вооружений в Турцию, после того как эксперты выяснили, что Азербайджан использует турецкие беспилотники, оснащенные канадскими лазерными системами наведения.

### 6 октября
В ночь с 5 по 6 октября начальник пресс-службы Министерства обороны Азербайджана Вагиф Даргяхлы заявил, что «на фронте, в частности в направлении Джебраильского и Физулинского районов, военное превосходство у азербайджанской армии», что «Вооружённые силы Армении несут людские и боевые потери», а «армия противника отступает по всей линии фронта».
Ночью Министерство обороны Азербайджана сообщило об уничтожении центрального склада боеприпасов в пункте Баллыджа, уничтожении двух боевых машин БМ-21 системы «Град», стоящих на огневых позициях 41-го артиллерийского полка, а также об уничтожении артиллерийских установок Д-20 и их личного состава, находившихся на огневой позиции 42-го артиллерийского полка.
МО Армении заявило, что армия НКР «тактическим приемом заманило в ловушку и уничтожило» более 200 азербайджанских военных.
6 октября под руководством Министра обороны Азербайджана Закира Гасанова состоялось специальное служебное совещание, в ходе которого была проанализирована текущая ситуация и дано указание продолжить планомерное, целенаправленное и последовательное уничтожение сил противника. Министр обороны также заявил, что в случае применения противником ОТРК «Искандер» будут предприняты адекватные ответные действия. Гасанов приказал азербайджанской армии «спланировать действия по нанесению ударов по военно-стратегической инфраструктуре на территории противника с применением имеющихся в арсенале видов вооружений, обладающих большой разрушительной силой».
Вечером пресс-секретарь министерства обороны Азербайджана Анар Эйвазов на брифинге заявил, что «Азербайджан готов применять нормы и принципы международного права, и открыть гуманитарные коридоры для армянского населения».
Amnesty International, проанализировав видео обстрелов Степанакерта, выложенное НКР, заявила, что Азербайджаном в бомбардировках гражданского населения применялись в том числе и запрещенные кассетные бомбы израильского производства, что было осуждено Amnesty International. В ответ на это заведующий отделом внешней политики Администрации Президента Хикмет Гаджиев, заявил, что Азербайджан «не обстреливает гражданские объекты и население, а также не использует кассетные боеприпасы».

### 7 октября
Утром пресс-секретарь Минобороны Армении Шушан Степанян заявила, что ночью противник попытался продвинуться и укрепиться на юго-восточном направлении (недалеко от Джебраила), однако попал под точные удары армянской артиллерии, и, оставив на поле боя более 60 погибших, 22 единицы подбитой и несколько десятков исправной техники, остатки трех усиленных бригад, бежал. Министерство обороны Азербайджана в свою очередь заявило о выведении ночью из строя командно-наблюдательного пункта в районе обороны 5-го горнострелкового полка вооруженных сил Армении, выведении из строя одного танка и трёх пушек в районе обороны противника и наличии у противника большого количества погибших и раненых.
Утром Министерство обороны Азербайджана заявило об обстреле со стороны вооруженных сил Армении сёл Тертерского, Бардинского, Агдамского, Агджабединского, Физулинского и Джебраильского районов Азербайджана. Минобороны Армении, в свою очередь, — об обстреле Степанакерта со стороны Азербайджана.
В 11:37 Министерство обороны Азербайджана сообщило, что в течение дня азербайджанская армия, «успешно продвигаясь на намеченных направлениях, овладела новыми опорными пунктами и осуществила зачистку территории от противника». Армия обороны НКР, в свою очередь, заявило о контратаке и взятии днём ранее высоты Варангатах (Люлясаз).
Греция отозвала своего посла в Азербайджане после заявлений Баку о том, что греческое государство проявляет терпимость «к подготовке террористических акций, попыткам вербовки боевиков-террористов и кибератакам с территории Греции на Азербайджан в контексте нагорно-карабахского конфликта», назвав их «полностью безосновательными и оскорбительными утверждениями»
Требование Азербайджана по предоставлению графика вывода армянских сил из Нагорного Карабаха едва ли выполнимы, заявил верховный представитель ЕС по иностранным делам и политике безопасности Жозеп Боррель, выступая на сессии Европарламента по проблеме Карабаха. Боррель подчеркнул позицию ЕС о немедленном прекращении боевых действий и об урегулировании конфликта в рамках Минской группы ОБСЕ..
Глава МИД Франции Жан-Ив Ле Дриан объявил, что переговоры сопредседателей Минской группы по ситуации в Нагорном Карабахе состоятся 8 октября в Женеве и 12 октября — в Москве. Пресс-служба МИД Азербайджана сообщила, что 8 октября в Женеве с сопредседателями Минской группы ОБСЕ встретится министр иностранных дел Азербайджана Джейхун Байрамов с целью довести до противоположной стороны позицию Азербайджана по урегулированию конфликта.
Премьер-министр Армении заявил, что на южном направлении азербайджанским войскам нанесен «сокрушительный удар». С его слов, азербайджанский военный корпус заманили в тактически оставленный коридор, после чего большая часть азербайджанской техники была уничтожена. О том, что Вооруженные силы Азербайджана отступают на южном направлении, сообщил в среду вечером Telegram-канал WarGonzo. Азербайджанская сторона опровергла эти сведения, заявив, что их армия продолжает контрнаступление на джебраильском направлении.

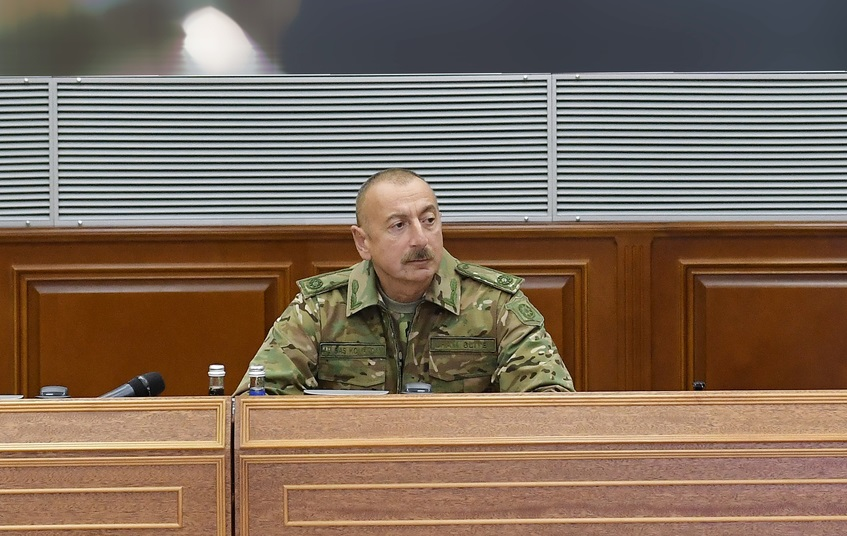
Верховный главнокомандующий президент Азербайджана Ильхам Алиев во время оперативного совещания в Центральном командном пункте Министерства обороны. 7 октября 2020 года

По заявлению МО Азербайджана, 1-й мотострелковый полк вооруженных сил Армении испытывает серьезные проблемы с продовольственным обеспечением личного состава из-за нехватки продуктов питания, в результате чего личный состав подразделений противника, самовольно оставляя боевые позиции, дезертирует. В других подразделениях противника, согласно оборонному ведомству Азербайджана, также существуют серьёзные проблемы с боеприпасами и топливом, а на некоторых участках обороны противника «из-за отсутствия взаимосвязи происходили перестрелки между его подразделениями, есть убитые и раненые». Также Министерство обороны Азербайджана сообщило, что выдвигавшаяся из Степанакерта в ночное время суток танковая колонна противника, состоявшая из трёх танков, направлялась на передовую, но, не доехав до передовых частей, попала под собственный артиллерийский огонь.
В 23:36 МО Азербайджана сообщило, что в течение дня в результате ударов азербайджанской армии было уничтожено около 10 танков, 6 пушек Д-20, 1 самоходная артиллерийская установка «Акация», около 30 единиц автомобильной техники и большое количество живой силы противника. Также по данным оборонного ведомства, «группа солдат подразделений, расположенных на оборонительных участках 1-го и 7-го полков армянской армии, самовольно оставив боевые позиции, дезертировала».
Уполномоченный по правам человека НКР Артак Бегларян заявил, что в связи с боевыми действиями внутри Карабаха или дальше, в Армению, бежала примерно половина населения НКР, то есть около 70 тысяч человек. В этот же день только что приехавший с линии фронта в Горис солдат армии НКР рассказал Znak.com: «в Мардакерте вместо земли кровавая каша, у нас с воздуха прикрытия снабжения нет, всё горит, ничто доехать не успевает, всех с воздуха в клочья!»

### 8 октября
Утром Министерство обороны Азербайджана сообщило, что армянские вооружённые силы с утренних часов подвергли обстрелу сёла Геранбойского, Тертерского и Агдамского районов, заявило о наличии погибших и раненых, и, что азербайджанская армия принимает адекватные меры. Информационный штаб НКР, в свою очередь сообщил о том, что Степанакерт всю ночь подвергался обстрелам, и, что город частично обесточен. В городе Шуша под обстрел попал Собор Святого Христа Всеспасителя, в результате которого был тяжело ранен находившийся внутри российский военкор Юрий Котенок. Власти НКР обвинили Азербайджан в том, что он целенаправленно уничтожает армянские, христианские святыни и исторические памятники. Минобороны Азербайджана ответило, что разрушение церкви в Шуше не связано с действиями азербайджанской армии и, что азербайджанская армия не берёт на прицел исторические, культурные, в особенности религиозные сооружения и памятники.
Пресс-служба Армии обороны НКР сообщила о возобновлении боевых действий на южном и северном направлениях и уверенном контролировании ситуации. МО Азербайджана, в свою очередь, сообщила об уничтожении военной колонны противника, предпринявшего попытку передислоцироваться. Пресс-секретарь пресс-службы Министерства обороны Азербайджана Анар Эйвазов, вечером сообщил, что подразделениями азербайджанской армии были нанесены артиллерийские удары по штабу воинской части, инфраструктуре и складам оружия и боеприпасов вооружённых сил Армении. Представитель Минобороны Армении Арцрун Ованнисян, в свою очередь, отметил, что на южном направлении армянским ВС удалось вывести из строя значительное количество техники и живой силы противника Однако, о каких-то существенных переменах на фронте стороны в течение дня не сообщили.
В ОАО «Мелиорация и водное хозяйство Азербайджана» сообщили, что в результате регулирования вод, сбрасываемых из Суговушанского (Мадагизского) водохранилища, обеспечена подача воды в Тертерский, Геранбойский и Евлахский районы Азербайджана, а также обеспечен экологический баланс.
Министр иностранных дел Азербайджана Джейхун Байрамов встретился в Женеве с сопредседателями Минской группы ОБСЕ из Франции, России и США.
Служба национальной безопасности Армении задержала заместителя командира взвода связи и старшину одной из боевых позиций в Карабахе за то, что они, по данным СНБ, «распространяли среди военнослужащих ложные слухи о договоренности политического руководства сдать земли». В СНБ отметили, что действия существенно повлияли на морально-психологическое состояние военнослужащих, некоторые из которых оставили место службы и отказались выполнять воинский долг. По факту в следственном департаменте СНБ было возбуждено уголовное дело.

### 9 октября
Утром пресс-служба Армии обороны НКР сообщила, что в течение ночи ситуация была стабильно напряжённой, на отдельных участках фронта продолжались перестрелки, артиллерийские бои, противник наносил также ракетно-артиллерийские удары по мирным населенным пунктам, и, что подразделения Армии обороны полностью контролируют оперативно-тактическую ситуацию и готовы к любому развитию событий.
Министерство обороны Азербайджана, в свою очередь, заявило, что со второй половины 8 числа до утра 9 октября по всей протяженности линии фронта продолжались ожесточенные бои, что в результате огневого удара азербайджанской армии здание штаба 5-го горнострелкового полка вооруженных сил Армении было разрушено, а начальник артиллерии полка подполковник Арман Дермеян и большое количество военнослужащих погибли. В результате артиллерийского обстрела укрытия одной из воинских частей в Степанакерте (Ханкенди), по данным оборонного ведомства, понесший тяжелые потери личный состав воинских частей эвакуируется, имеются крупные потери среди военнослужащих. Днём и минувшей ночью, согласно данным министерства, были уничтожены 13 танков Т-72, 2 БМП, 4 РСЗО БМ-21 «Град», 2 самоходно-артиллерийских установки 2С3 «Акация», 3 пушки Д-30, 2 радиолокационные системы и большое количество автомобильной техники противника, а на одном из направлений фронта было захвачено 6 танков Т-72 в полном рабочем состоянии, принадлежащих 49-й танковой бригаде вооруженных сил Армении.
В Москве начались переговоры министров иностранных дел России, Армении и Азербайджана.

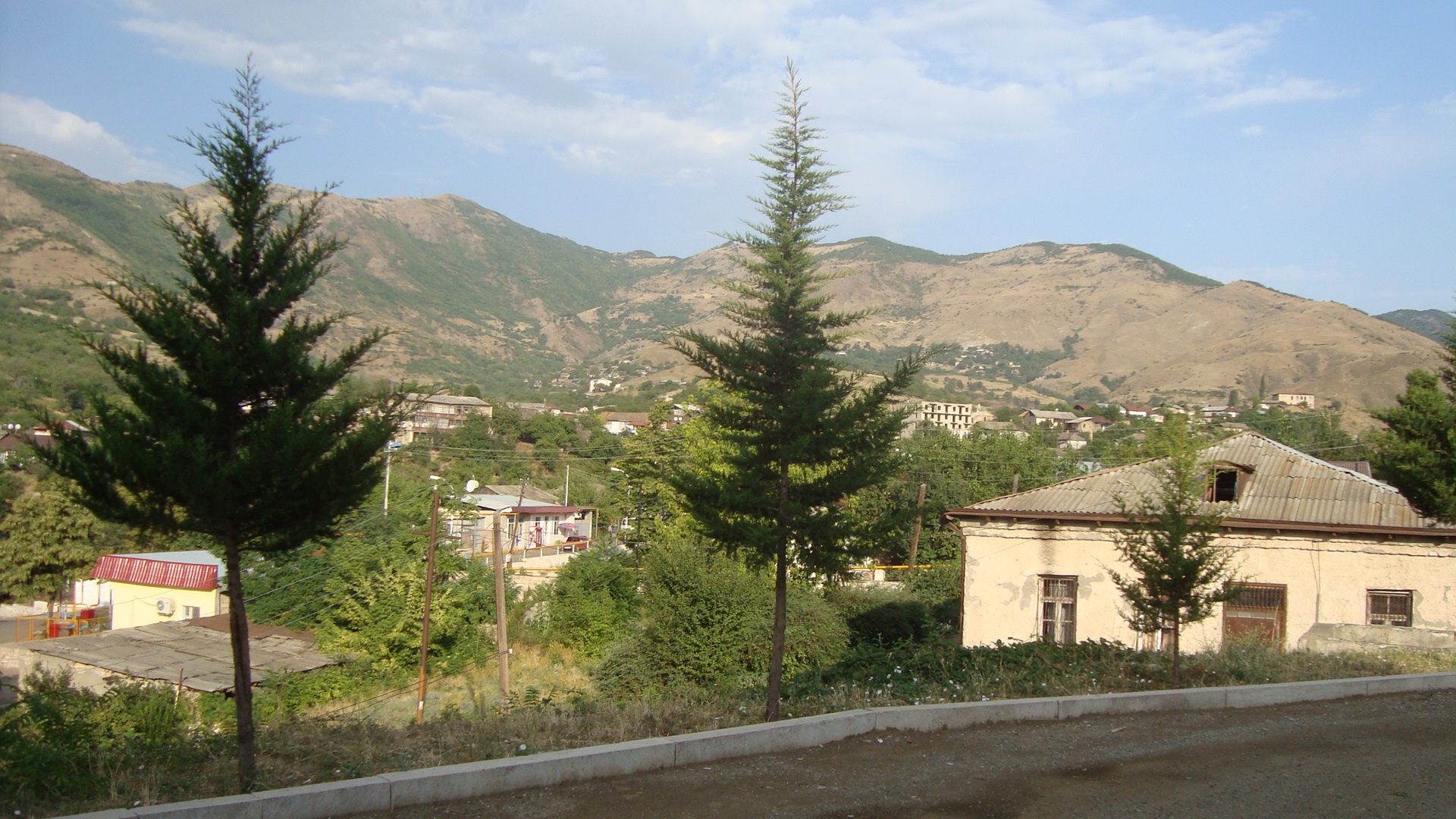
Вид на Гадрут в 2010 году

Днём Президент Азербайджана Ильхам Алиев заявил об «освобождении от оккупации» войсками Азербайджана ряда населённых пунктов: населённого пункта Гадрут в Нагорном Карабахе и сёл Чайлы Тертерского района, Кышлак, Караджалы, Эфендиляр, Сулейманлы Джебраильского района, Цур Ходжавендского района, Юхары Гюзляк и Гёразыллы Физулинского района. Алиев назвал это исторической победой и отметил, что азербайджанская армия имеет полное превосходство на поле боя. Представитель Минобороны Армении Арцрун Ованнисян опроверг информацию о взятии Гадрута азербайджанскими войсками. Ранее же мэр Гадрута Ваан Савадян сообщал, что часть жителей (женщины, дети и старики) была вывезена из Гадрута из соображений безопасности, остальные укрываются в убежищах.
Российский военный корреспондент «Комсомольской правды» Александр Коц оспорил заявление президента Азербайджана Ильхама Алиева о взятии Гадрута, заявив, что он только что вернулся оттуда. В Telegram-канале WarGonzo также сообщается, что их команда только что вернулась из Гадрута, и он находится под контролем армии НКР.
Представитель минобороны Армении заявил, что 9 октября на северном направлении было больше боев, чем за день до этого, однако на южном направлении бои были более ожесточенные и «противник продолжает нести значительные потери в живой силе и военной технике». Минобороны Азербайджана, в свою очередь, сообщило, что с полудня 9 октября до утра 10 октября на всей протяженности фронта продолжались боевые действия различной интенсивности, и в результате продолженной азербайджанской армией наступательной операции «было уничтожено и выведено из строя большое количество живой силы противника, 13 танков, 4 РСЗО БМ-21 „Град“, 6 гаубиц Д-20 и Д-30, 3 самоходные артиллерийские установки 2С3 „Акация“, 2 зенитные установки M55 „Застава“, 2 радиолокационные станции и средства радиоэлектронной борьбы».
В Степанакерте, по словам корреспондента РИА Новости, ночь прошла тихо и впервые за несколько дней не включили сирену воздушной тревоги, не было слышно и звуков падающих снарядов.

### 10 октября
По итогам длившихся более десяти часов переговоров в Москве министров иностранных дел Азербайджана Джейхуна Байрамова и Армении Зограба Мнацаканяна при посредничестве главы МИД России Сергея Лаврова поздней ночью в субботу был заключено соглашение. В заявлении, зачитанном Сергеем Лавровым по итогам трехсторонних консультаций говорится, что стороны согласились о нижеследующих шагах:
1. Объявляется о прекращении огня с 12:00 10 октября 2020 года в гуманитарных целях для обмена военнопленными и другими удерживаемыми лицами и телами погибших при посредничестве и в соответствии с критериями международного красного креста;
2. конкретные параметры режима прекращения огня будут согласованы дополнительно;
3. Азербайджанская Республика и Республика Армения при посредничестве сопредседателей Минской группы ОБСЕ на основе базовых принципов урегулирования приступают к субстантивным переговорам с целью скорейшего достижения мирного урегулирования;
4. стороны подтверждают неизменность формата переговорного процесса.

Утром в 09:24 Министерство обороны Азербайджана сообщило, что с Ходжалинского направления ВС Армении подвергают интенсивному обстрелу Гадрут с применением реактивных систем залпового огня, а азербайджанская армия принимает адекватные меры против сил противника.
В 19:35 Министерство обороны Азербайджана сообщило, что в дневное время противник предпринял попытку атаковать со стороны села Туг в направлении Гадрута и со стороны сёл Арагул и Баназура в направлении Джебраила, однако, в результате предпринятых азербайджанскими подразделениями мер, «противник, неся многочисленные потери в живой силе и военной технике, был вынужден отступить». По данным оборонного ведомства, подразделения ВС Азербайджана, заманив противника в ловушку, разгромили его, в результате боестолкновения было уничтожено 38 военнослужащих противника, 2 РСЗО БМ-21 «Град», 7 артиллерийских орудий и 2 грузовика с боеприпасами. Представитель Минобороны Армении, в свою очередь, заявил, что «диверсионные группы противника попытались проникнуть в город Гадрут», и, что «на данный момент операция по ликвидации диверсионных групп в Гадруте почти завершена».
В 22:58 Министерство обороны Азербайджана сообщило, что, начиная с 22.30, противник стал подвергать обстрелу из артиллерии город Тертер. Армянская сторона, в свою очередь, обвинила ВС Азербайджана в ракетных обстрелах Мартуни, Шуши и различных сельских общин Нагорного Карабаха.

### 11 октября
По заявлению пресс-службы МЧС Азербайджана, в 02:00 в центре города Гянджа подвергся обстрелу четырёхэтажный жилой дом, в результате чего, по данным генпрокуратуры Азербайджана, погибли  10 мирных жителя и 35 получили ранения. Минобороны Азербайджана заявило, что город подвергся обстрелу с территории Бердского района Армении. О том, что жилой дом в Гяндже оказался разрушен в результате ракетного удара, подтвердили и корреспонденты агентства ТАСС и BBC. По официальным предварительным данным Баку, удар по жилому дому был нанесен ракетой ОТРК «Точка У». На следующий день Глава Национального агентства по разминированию территорий Азербайджана Газанфар Ахмедов объявил, что, судя по маркировке на осколках, удар по городу Гянджа был нанесен ракетой ОТРК «Эльбрус».
Также ночью были обстреляны города Степанакерт, по которому было выпущено 7—8 снарядов, и Шуша.
По данным Минобороны Азербайджана в ночь с 10 на 11 октября подразделения ВС Армении предприняли атаку небольшими группами в направлении Гадрута и Джебраила. По данным Минобороны, в результате действий азербайджанской армии все попытки противника были пресечены, было уничтожено большое количество живой силы, 5 танков Т-72, 6 гаубиц Д-20 и Д-30, 5 грузовиков с боеприпасами, 11 единиц другой автомобильной техники, 3 РСЗО БМ-21 «Град», 5 самоходных гаубиц 2С1 «Гвоздика», 8 систем ПВО и радиолокационная станция. Среди убитых, по данным Азербайджана, был также заместитель командира 1-го мотострелкового полка подполковник Артак Ванян. Утром же 11 октября, по сообщению Минобороны Азербайджана, был сбит армянский БПЛА, летевший в направлении Мингечаура.
Днём Министерство обороны Азербайджана сообщило, что в результате ударов, нанесенных с воздуха Военно-воздушными силами Азербайджана по подразделениям 41-го отдельного артиллерийского полка вооруженных сил Армении, противник, неся большое количество потерь в живой силе и военной технике, был вынужден отступить. Представитель министерства обороны Армении в свою очередь заявил, что ВС Азербайджана предприняли наступательные действия на северном и южном направлениях, использовав бронетехнику при поддержке ракетного огня. На обоих направлениях, по словам ведомства, противник был отброшен, потеряв две единицы бронетехники на севере.
Ближе к вечеру Минобороны Азербайджана заявило, что с армянской стороны обстреливаются Агдамский, Тертерский, Агджабединский и Физулинский районы. В Степанакерте, по словам корреспондента агентства ТАСС, была слышна сирена воздушной тревоги, однако звуков разрывов он не слышал.
Днём МИД Азербайджана заявил, что армянские вооруженные силы обстреляли машину скорой помощи, которая собирала тела армянских солдат в Суговшане и на которой явно был виден белый флаг, в результате чего был серьёзно ранен медицинский работник. МО Армении опровергло данное заявление, назвав его «провокацией».

### 12 октября
Утром Минобороны Азербайджана сообщило, что в ночь с 11 на 12 октября подразделения ВС Армении несколько раз попытались атаковать позиции азербайджанской армии небольшими группами в Агдере-Агдамском и Физули-Джебраильском направлениях с целью вернуть утраченные позиции. В результате боёв, под данным оборонного ведомства, большое количество живой силы противника, а также 3 РСЗО БМ-21 «Град», 1 танк Т-72 и несколько автомобилей были уничтожены и выведены из строя. Согласно МО Азербайджана, с гадрутского направления отступило подразделение 9-го полка ВС Армении, также отступили личные составы 5-го и 522-го полков, оставив на боевых позициях автомобильную и бронированную технику. Минобороны Азербайджана также сообщило, что в результате артиллерийского удара в направлении населенного пункта Красный Базар в пункте постоянной дислокации 1-го полка были уничтожены подземное убежище и две единицы техники отступающего подразделения противника. Среди потерь противника упоминается также командир батальона 246-го полка подполковник Артур Григорян. Армия обороны НКР, тем временем, заявила, что её передовые подразделения ночью «нанесли колоссальный урон» в технике и живой силе ВС Азербайджана, пытавшимся изменить оперативно-тактическую ситуацию в свою пользу.
Пресс-секретарь президента НКР Ваграм Погосян написал в «Твиттере», что азербайджанцы штурмуют Гадрут большими силами. Минобороны Азербайджана ответило, что это — абсурд, потому что азербайджанская армия, мол, взяла город еще на той неделе. Отсутствие верифицируемого видео или хотя бы фото, согласно которому какая-то сторона находится в Гадруте и контролирует его, по словам BBC, могут говорить о том, что бои за сам город продолжаются и его никто не контролирует в полной мере, или же одна из сторон держит Гадрут под постоянным и интенсивным обстрелом.
Минобороны Азербайджана сообщило об обстрелах Агдамского района армянской стороной. Минобороны Армении, в свою очередь, заявило, что в течение ночи ситуация в зоне карабахского конфликта была стабильно напряженной, и, что ВС Азербайджана ведут интенсивный артобстрел на южном направлении.
Вечером Минобороны Армении сообщило о боевых действиях в городе Кельбаджар, где, до данным оборонного ведомства, был также сбит самолет Су-25 ВС Азербайджана. Согласно МО Армении в течение этого дня армянская сторона «сбила три беспилотника, три БМП и один самолет». Минобороны Азербайджана опровергло информацию о сбитом самолёте. В пресс-службе Минобороны Азербайджана, в свою очередь сообщили, что в ночь на 12 октября подразделениями ПВО Азербайджана были уничтожены два БПЛА в направлении Товузского района армяно-азербайджанской государственной границы, а около 10:00 — один БПЛА в направлении Агдамского района.

### 13 октября
В 07:40 Минобороны Азербайджана сообщило, что, начиная с утренних часов, армянские вооруженные силы, вновь стали подвергать обстрелу территорию Тертерского, Геранбойского, Агдамского и Агджабединского районов, есть один тяжело раненый мирный житель. Минобороны НКР, в свою очередь, обвинило азербайджанские ВС в ночном обстреле гражданских объектов в Мардакерте и других городах, погибших и раненых нет.
Утром Министерство обороны Азербайджана сообщило, что в ночь с 12 на 13 октября на разных направлениях фронта азербайджанской армией были уничтожены и выведены из строя большое количество живой силы, три РСЗО БМ-21 «Град», один ЗРК «Тор-М2КМ», одна ЗСУ-23-4 «Шилка», две БМП-2, три пушки 2А36 Гиацинт-B, одна зенитная пушка КС-19, одна гаубица-пушка Д-20, три БПЛА, а также несколько единиц автомобильной техники предпринявшей попытку атаковать противника, уничтожен личный состав, занявший позиции на оборонительном участке 5-го горнострелкового полка противника, а живая сила 1-го мотострелкового полка численностью до одной роты была заманена в засаду. Также, по данным оборонного ведомства огневым ударом были уничтожены передвигающаяся в Аскеранском направлении автомобильная колонна 4-го мотострелкового полка и группа добровольцев, двигавшаяся из Сисиана. Пресс-служба Минобороны НКР, в свою очередь, сообщило, что утром противник возобновил ракетно-артиллерийский огонь на южном, северном и северо-восточном направлениях, отмечая особую активность противника на северо-восточном участке линии фронта. По данным НКР, её армия предпринимают соразмерные действия по подавлению огня на всех направлениях и контролируют оперативно-тактическую обстановку. Министерство обороны Армении, тем временем, сообщило, что с утра почти по всем направлениям противник перешел к наступательным действиям.
Верховный суд Израиля, тем временем, отказался рассматривать петицию о запрете на продажу оружия Азербайджану, посчитав, что свидетельств того, что израильское оружие применяется против гражданского населения, недостаточно.
Президент НКР Араик Арутюнян подписал поправки в закон «Об обороне», которые позволяют участвовать в конфликте с Азербайджаном добровольцам из «мировой державы».
Вечером Министерство обороны Азербайджана опубликовало кадры, на которых, как утверждает, запечатлен «освобождённый от оккупации» Гадрут. Источники BBC подтвердили, что если панорамный вид в начале видео действительно показывает Гадрут с господствующих высот с юга и запада, то здание над которым развевается азербайджанский флаг из расположенного неподалеку селения Тагасер в километре к западу от Гадрута, но нет кадров из центра Гадрута.

### 14 октября
В 03:23 Минобороны Азербайджана сообщило, что Вооружённые силы Азербайджана уничтожили несколько комплексов баллистических ракет Армении, размещённых в приграничной с Кельбаджарским районом зоне. Согласно оборонному ведомству, ракетные комплексы «были нацелены на гражданское население и инфраструктуру в Гяндже, Мингечауре и других городах Азербайджана».
Президент Азербайджана Ильхам Алиев заявил об освобождении войсками Азербайджана сёл Карадаглы, Хатынбулак, Каракёллу Физулинского района и сёл Булутан, Меликджанлы, Кемракуч, Такь, Тагасер Ходжавендского района (в годы Азербайджанской ССР — Гадрутского района НКАО). В тот же день Министерство обороны Азербайджана распространило видеорепортаж, снятый в Джебраиле, а также у въезда в село Аракюль бывшего Гадрутского района. В видеоролике, подтверждающим, что азербайджанская армия контролирует Джебраил, показан военный городок, выстроенный армянами на южной окраине руин Джебраила.
Президент НКР Араик Арутюнян признал, что после объявленного прекращения огня Азербайджан смог добиться некоторых успехов на фронте, начав наступление на нескольких участках и переместив фронт вглубь территории НКР. О «частичном отступлении» армян заявил в своём видеообращении и премьер-министр Армении Никол Пашинян.

### 15 октября
Минобороны Азербайджана сообщило, что ночью подразделения ВС Армении предприняли попытку атаковать позиции ВС Азербайджана в направлении Агдере-Агдам и Физули-Гадрут-Джебраил, в результате чего армянские войска понесли потери и были вынуждены отступить на различных направлениях фронта. Минобороны Азербайджана заявило, что в результате проведенных адекватных ответных мер азербайджанской армией по разным направлениям фронта было уничтожено два танка Т-72, один зенитно-ракетный комплекс ТОР-М2КМ, 4 БМ-21 «Град» ЯРС, одна гаубица Д-20, одна гаубица Д-30, одна гаубица-пушка Д1, несколько беспилотников и несколько единиц автомобильной техники. В свою очередь пресс-секретарь минобороны Армении Шушан Степанян заявила, что вооруженные силы Азербайджана возобновили артобстрелы, ночью сохранялась стабильная напряженность, а с утра противник возобновил массированный артобстрел на южном и северном направлениях.
Президент Азербайджана Ильхам Алиев объявил посредством Твиттера, что азербайджанская армия освободила сёла Эдиша, Чиракуз, Дудукчи и Эдилли Ходжавендского (прежде — Гадрутского) района, село Дошулу Джебраильского района и село Арыш Физулинского района.
Армянская сторона заявила, что Азербайджан обстрелял посёлок Красный Базар из РСЗО «Смерч» с применением кассетных снарядов, в результате чего был убит мирный житель. Минобороны Азербайджана назвало данные обвинения безосновательными и ложными, заявив, что азербайджанская армия наносит удары только в случае необходимости подавления военной активности и по легитимным военным объектам. Армянская сторона также обвинила Азербайджан в обстреле села Кнараван, при котором была ранена местная жительница. Азербайджан, в свою очередь, обвинил Армению в обстреле территорий Геранбойского, Тертерского, Агдамского и Агджабединского районов. Помощник президента Азербайджана Хикмет Гаджиев обвинил ВС Армении в намеренном обстреле кладбища в городе Тертере во время похоронной церемонии, в результате чего погибли четыре мирных жителя,а ещё четверо были ранены.
В пресс-службе Министерства обороны Азербайджана сообщили, что «15 октября боевая авиация ВВС Азербайджана не применялась и ни один штурмовик Су-25 не поднимался в воздух», тем самым опровергнув распространенную армянскими СМИ информацию о сбитом самолете Су-25, принадлежащем Азербайджанской армии.

### 16 октября
Министерство обороны Азербайджана сообщило, что ночью противник пытался активизироваться на некоторых направлениях фронта, азербайджанские же войска подавили активность противника, уничтожив и выведев из строя большое количество живой силы, 2 танка Т-72, 1 РСЗО БМ-21 «Град», 5 Д-30 гаубиц-пушек, 2 ЗСУ-23-4 «Шилка» и 8 единиц автомобильной техники противника с боеприпасами, была сбита перевозящяя добровольцев на оборонительную линию 10-го полка автомобильная техника, имеются убитые и раненые, а на оборонительной линии 9-го мотострелкового полка уничтожена артиллерийская батарея. Минобороны Армении, в свою очередь, сообщило, что утром 16 октября азербайджанские ВС предприняли масштабное наступление в северном направлении линии фронта, которому предшествовал почти часовой интенсивный артиллерийский обстрел. Согласно оборонному ведомству Армении, противник был отброшен, понеся очень серьезные потери.
По сообщению Минобороны Азербайджана, с утра вооружённые силы Армении подвергли обстрелу территории Геранбойского, Тертерского, Агдамского и Агджабединского районов Азербайджана; обстрел продолжался и во второй половине дня. Минобороны также заявило, что днём ранее армянские вооруженные силы нанесли ракетный удар по территории Ордубадского района Нахичеванской Автономной Республики с территории находящегося под контролем НКР Губадлинского района, при этом мирные жители и гражданские объекты не пострадали. Минобороны Армении назвало данное обвинение ложью, несущей цель «расширить географию конфликта».
Министерство обороны Азербайджана опубликовало видео, в котором, как оно утверждает, взятые азербайджанской армией села на южном участке фронта на территории Ходжавендского района. Выяснилось, что мелькающий в кадре мемориал расположен в селе Агбулак. Позднее президент Азербайджана Ильхам Алиев объявил о взятии еще трех деревень на южном участке фронта, рядом с райцентром Гадрут: Хырманджиг, Агбулак и Ахуллу, находящихся к северо-востоку от Гадрута. В этот же день Министерство обороны Азербайджана опубликовало видео с кадрами из центра поселка Гадрут. В новом видео в кадре видны узнаваемые места центра Гадрута: парк и мемориал, таблички на зданиях органов власти непризнанной НКР и так далее. В Гадруте во время съёмки стоит тишина, не слышно ни боев, ни даже далёкой канонады.
В этот день в Карабахе погиб старший прокурор НКР Карен Григорян.

### 17 октября
В ночь с 16 на 17 октября, через несколько часов после обстрела Степанакерта, жилые кварталы Гянджи вновь пострадали от двух ракетных ударов. Журналисты сообщили с места событий, что в городе прогремели три мощных взрыва. Одновременно ракетному обстрелу был подвергнут город Мингечевир, однако ракеты были перехвачены ПВО Азербайджана. Азербайджанская сторона заявила, что обстрелы были произведены с территории Армении. По сообщению помощника президента Азербайджана Хикмета Гаджиева, в ходе обстрела Гянджи было разрушено 20 домов. По словам МЧС Азербайджана, в ходе обстрела Гянджи погибло 13 (из них трое детей, в том числе 16-месячная девочка) и ранено 53 мирных жителей. По данным Агентства по разминированию территорий Азербайджана (ANAMA), фрагменты с места падения ракеты свидетельствуют о том, что по Гяндже в ночь на 17 октября были выпущены баллистические ракеты оперативно-тактического ракетного комплекса «Эльбрус».
Минобороны Армении отклонило эти обвинения, заявив, что с территории Армении ударов по территории Азербайджана произведено не было. По словам пресс-секретаря Шушан Степанян, ранее в небе над городом Капан и близлежащими сёлами были замечены азербайджанских беспилотники, пытавшиеся атаковать военную инфраструктуру и гражданские объекты; два беспилотника, по её словам, были позже сбиты. Минобороны Азербайджана, в свою очередь, опровергло это сообщение, заявив, что азербайджанская армия «ведёт огонь только по законным военным целям в направлении освобождения оккупированных территорий» и «не имеет военной цели в Армении».
Корреспондент агентства Франс Пресс в Степанакерте сообщил, что и там слышны сирены и звуки взрывов.

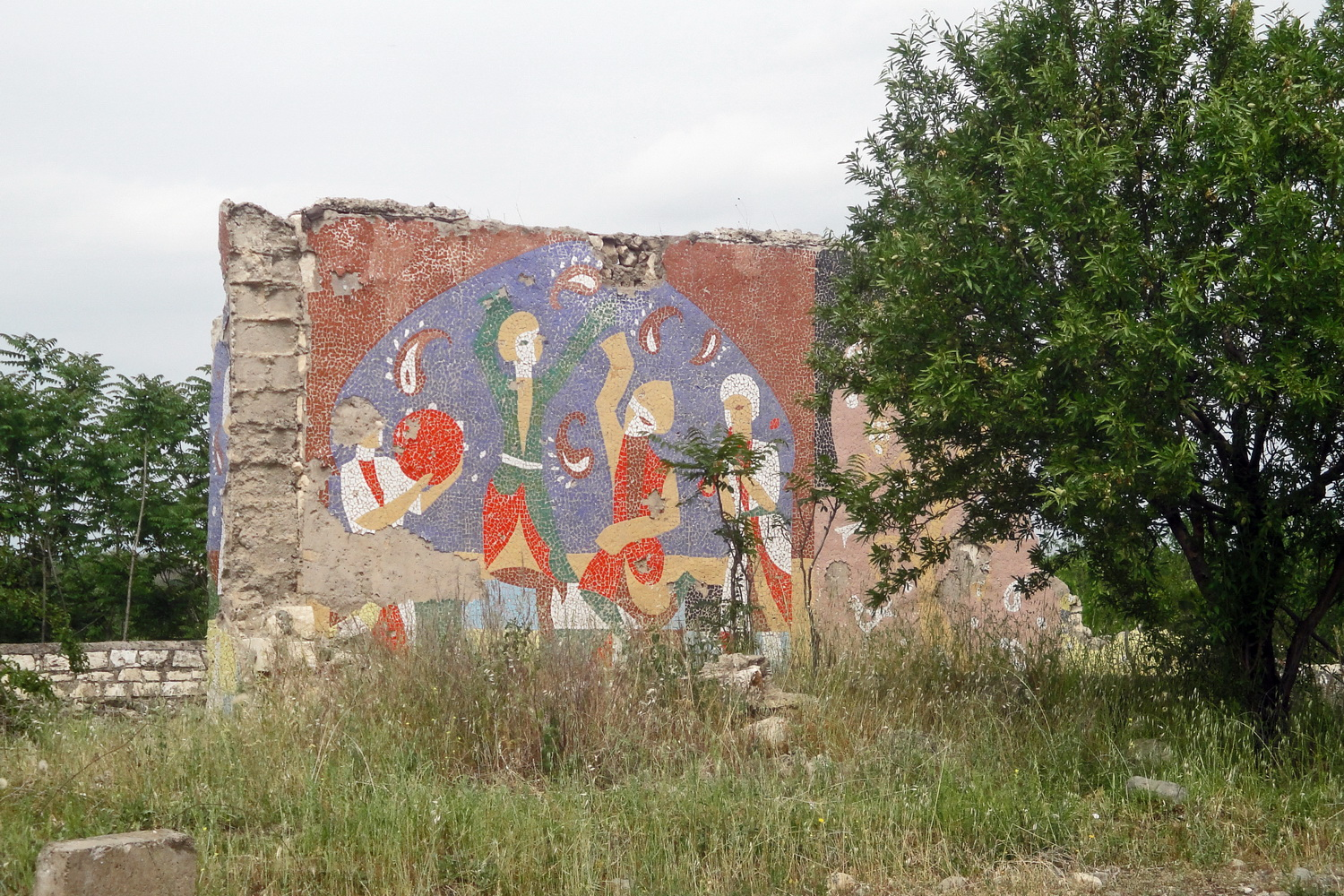
Развалины в городе Физули в 2014 году

Минобороны Азербайджана заявило, что с утра вооруженные силы Армении подвергали обстрелу населённые пункты на территории Тертерского, Агдамского, Бардинского и Агджабединского районов и что за ночь азербайджанским войскам удалось продвинуть линию фронта. При этом, согласно сообщению, на разных направлениях фронта было уничтожено и выведено из строя большое количество живой силы армянской стороны, а также семь танков Т-72, две РСЗО БМ-21 «Град», восемь Д-30 и одна Д-20 гаубиц-пушек, десять единиц грузовых автомобилей с боеприпасами и семь единиц другой автомобильной техники. Помимо этого, по сообщению Минобороны, азербайджанская армия уничтожила тактический БПЛА на армяно-азербайджанской границе в районе Товузского района, а также ЗРК С-125 и штурмовик Су-25 вооруженных сил Армении, предпринявший попытку нанести авиаудары по азербайджанским позициям в Джебраиле. Армянская сторона опровергла информацию о сбитом армянском штурмовике.
В тот же день в видеообращении к нации президент Азербайджана Ильхам Алиев объявил, что азербайджанская армия освободила город Физули, а также сёла Кочахмедли, Чиман, Джуварлы, Пирахмедли, Мусабейли, Ишыглы и Дедели Физулинского района.
17 октября в иранских и азербайджанских источниках появились видео, в которых азербайджанцы на иранском берегу приветствуют идущих вдали, на азербайджанском берегу, предположительно азербайджанских же солдат, что косвенно свидетельствовало о том, что линия фронта сместилась в район села Худаферин.
Вечером 17 октября стороны договорились о временном гуманитарном перемирии.

### 18 октября
Утром Минобороны Армении сообщило об атаке противника в южном направлении на Худаферинское водохранилище с целью занять выгодные позиции. 18 октября 2020 года в социальных сетях появились фото и видео водружения на Худаферинском мосту азербайджанского флага азербайджанскими военными; позже президент Азербайджана Ильхам Алиев объявил о поднятии азербайджанского флага над Худаферином на своей странице в Твиттере. По мнению русской службы Би-Би-Си, сомнений в подлинности видеоматериала мало. Позже Минобороны Армении признало, что азербайджанская армия продвинулась в этом направлении.
На сайте Минобороны Азербайджана была размещена видеосъёмка города Физули и церемонии поднятия флага Азербайджана у здания местной администрации. В другом видеорепортаже Министерство сообщило, что при освобождении города азербайджанская армия захватила армянскую воинскую часть с большим количеством оставленной боевой техники и боеприпасов.
Несмотря на соглашение о временном перемирии, боевые действия продолжались 18 октября на протяжении всего дня. Азербайджанская сторона распространила информацию, что был сбит очередной армянский штурмовик Су-25, летевший в направлении Джебраила, и что армянская сторона продолжала обстреливать Агдамский район, в частности кладбище села Ахмедагалы. Днём, по сообщению азербайджанских источников, военно-воздушным силам Азербайджана удалось сбить ракету, выпущенную в направлении Хызинского района; её обломки, по словам начальника оперативного штаба Агентства по разминированию территорий Азербайджана, были обнаружены на берегу реки Ситалчай.
Армянская сторона опровергла информацию о сбитом штурмовике Су-25 и в свою очередь заявила, что в небе над Нагорным Карабахом были сбиты два азербайджанских БПЛА. Азербайджанская сторона сообщила о гибели полковника Гегама Габриеляна, командира дислоцированного в Мартуни мотострелкового полка; армянская сторона подтвердила эту информацию.

### 19 октября
Президент Азербайджана Ильхам Алиев сообщил об освобождении Азербайджанской Армией сел Солтанлы, Амирварлы, Машанлы, Гасанли, Аликейхалы, Кумлак, Гаджили, Гегерчин Вейсалли, Ниязкулулар, Кечалмамедли, Шахвелли, Гаджиисмаиллы, Исаклы Джебраильского района.

### 20 октября
Президент Азербайджана Ильхам Алиев сообщил об освобождении сел Хавалы, Зернели, Мамедбейли, Хекери, Шарифан, Муганлы и районного центра - Зангелана Зангеланского района, сёл Дордчинар, Кюрдлер, Юхары Абдуррахманлы, Гаргабазары, Ашагы Вейселли, Юхары Айбасанлы Физулинского района, населённых пунктов Сарафша, Гасангайды, Фуганлы, Имамбагы, Даш Вейселли, Агтепе, Ярахмедли Джебраильского района и Агджакенд, Мюлькюдере, Дашбаши, Гюнешли (бывший Норашен), Венг (ныне Чинарлы) Ходжавендского района.
Вечером Минобороны Азербайджана заявило, что в направлении города Гянджи уничтожен БПЛА ВС Армении.
Минобороны Азербайджана сообщило об уничтожении подразделения армянских вооруженных сил артиллерийскими подразделениями Азербайджанской армии в ходе боев на Губадлинском направлении.

### 21 октября
Минобороны Азербайджана распространило видео освобожденного села Черекен Джебраильского района.
В пресс-службе Минобороны Азербайджана сообщили, что в ходе боевых действий на Джебраильском направлении был уничтожен батальон 556-го полка ВС Армении.
Министерство обороны Армении распространило информацию о смерти командиров военной части, полковника Вячеслав Валерьевич Восковский, заместителя командира военной части, лейтенант-полковника Вааган Арамович Тумасян, капитана Зограб Грачикович Кочарян, старшего лейтенанта Чолак Самвелович Хачатрян
В Москве состоялись раздельные встречи МИД РФ Сергея Лаврова с МИД Азербайджана Джейхуном Байрамовым и МИД Армении Зограбом Мнацаканяном, которые обсудили нагорно-карабахский конфликт.
В пресс-службе Минобороны Азербайджана сообщили о том, что информация о сбитом азербайджанском военном самолете, распространенная армянской стороной «является ложной и очередной выдумкой армянской военно-пропагандистской машины».

### 22 октября
Президент РФ Владимир Путин заявил, что «ситуация, при которой значительная часть территории Азербайджана утрачена, не может продолжаться вечно».
Президент Азербайджанской Республики Ильхам Алиев написал на своей странице в Twitter об освобождении сел Кёллугышлаг, Малаткешин, Кянд Зянгилан, Генлик, Вялигулубяйли, Гарадяря, Чёпядяря, Татар, Тири, Амирханлы, Гаргулу, Бартаз, Дяллякли и поселок Агбянд Зангиланского района, сел Моллавяли, Юхары Ряфидинли, Ашагы Ряфидинли Физулинского района, сел Сирик, Шыхлар, Масталибейли и Дерзили Джебраильского района.

### 23 октября
Минобороны Азербайджана объявило о разрушении армянских опорных пунктов и взятии азербайджанской армией территорий и высот на Физулинском, Джебраильском и Губатлинском направлениях, а также о четырёх сбитых БПЛА противника.
Госсекретарь США Майк Помпео в Вашингтоне по отдельности встретился с МИД Армении и Азербайджана. Помпео «пожал руки и обменялся любезностями, но не сделал никаких существенных заявлений».
Вечером президент Азербайджана Ильхам Алиев объявил, что азербайджанская армия взяла под контроль сёла Доланлар, Буньядлы Ходжавендского района, села Даг Тумас, Нюсюс, Халафли, Минбашилы, Вейсалли Джебраильского района, села Венетли и Мирзагасанлы Зангеланского района, а также села Зиланлы, Кюрдмехризли, Муганлы и Алакуршак Губадлинского района.

### 24 октября
Минобороны Азербайджана сообщило о продолжающихся боях на Агдеринском, Ходжавендском, Физулинском, Гадрутском и Губадлинском направлениях.
МИД Азербайджана Джейхун Байрамов провел в Вашингтоне встречу со спикером Палаты представителей Конгресса США Нэнси Пелоси.
Генпрокуратура Азербайджана сообщила о смерти гражданина России 2007 года рождения, пострадавшего 17 октября при ракетном обстреле города Гянджа.

### 25 октября

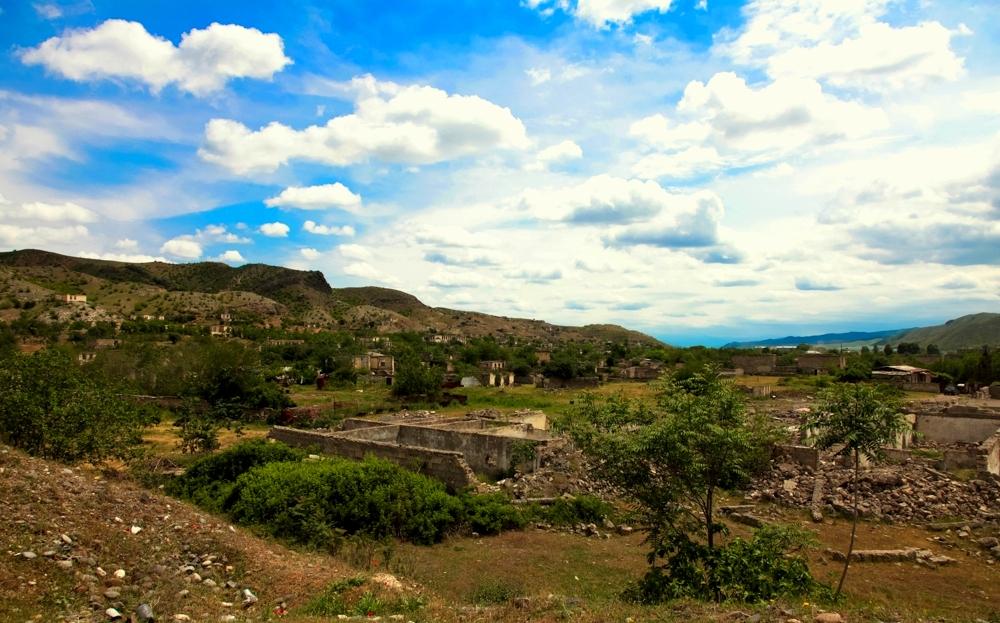
Руины города Губадлы в 2013 году

Минобороны Азербайджана заявило об уничтожении армянской военной техники и живой силы, расширении взятых под контроль территорий и взятии новых позиций в различных направлениях, а также обвинило армянские силы в обстрелах ряда районов. Армянские военные также сообщали о боях на всех направлениях, а власти НКР, в свою очередь обвинили Азербайджан об обстрелах прифронтовых населённых пунктов и их окрестностей.
Вечером в Минобороны Армении сообщили, что вблизи города Губадлы близ границы с Арменией разворачиваются «особенно ожесточенные бои». Примерно через час президент Азербайджана Ильхам Алиев объявил о взятии азербайджанской армией под контроль города Губадлы, а также «нескольких сёл» Губадлинского, Зангеланского и Джебраильского районов. На следующий день Минобороны Армении признало, что ВС Азербайджана удалось взять Губадлы и продвинуться в некоторых направлениях.

### 26 октября
В 08:00 по местному времени вступила в силу третья по счёту договорённость о гуманитарном перемирии между главами МИД Азербайджана и Армении, на этот раз при посредничестве США. Однако, спустя некоторое время стороны вновь обвинили друг друга в его нарушении. Сначала Минобороны Азербайджана обвинило армянскую сторону в обстреле с направления города Лачын подразделений азербайджанской армии в селе Сафьян Лачинского района, а также города Тертер и сёл района. Затем в Минобороны Армении обвинили Азербайджан в обстреле боевых позиций на северо-востоке Карабаха.
Президент Азербайджана заявил, что под контроль азербайджанских вооруженных сил перешли сёла Падар, Эфендиляр, Юсифбейли, Чайтумас, Ханлык, Сарыятаг, Моллабурхан Губадлинского района, а также сёла Алыбейли I, Алыбейли II, Рабенд, Еникенд Зангеланского района и сёла Софулу, Даг-Машанлы, Кюрдляр, Хавыслы, Челеби Джебраильского района.

### 27 октября
Утром Минобороны Азербайджана сообщило о продолжающихся боевых действиях на Ходжавендском, Физулинском и Губадлинском направлениях фронта. Власти НКР объявили, что министр обороны НКР Джалал Арутюнян получил ранение на боевой позиции, а на его место был назначен Микаэл Арзуманян.
Армения обвинила ВС Азербайджана в том, что они нанесли удар по ее территории, в районе, где сходятся границы Армении, Азербайджана и Ирана. Минобороны Азербайджана опровергло данное заявление и совместно с погранслужбой Азербайджана заявило, что имеют полное право бить по военным объектам, если от них исходит угроза азербайджанской территории, независимо от их месторасположения. Вскоре Минобороны Армении сообщило, что Армянские ВС «предприняли превентивные меры».
По данным МИД Азербайджана, в результате ракетного обстрела из РСЗО «Смерч» села Караюсифли Бардинского района погибло четыре мирных жителя (в том числе один ребёнок), 13 человек — получили ранения. Минобороны Азербайджана возложило ответственность за обстрел на ВС Армении. Власти НКР, в свою очередь, обвинили Азербайджан в обстреле городов Мартуни и Лачин.
Вечером Минобороны Армении сообщило, что азербайджанская армия продвинулась вперёд на равнине на пути к городу Лачын, что вдоль нижнего течения реки Баргюшад сформировался новый фронт, откуда противник пытается пробраться к Лачину.

### 28 октября
Минобороны Азербайджана сообщило об успехе в ходе боевых действий на Агдеринском, Ходжавендском, Физулинском, Зангеланском и Губадлинском направлениях фронта. В Минобороны Армении также сообщили о продолжающихся боях локального значения на некоторых направлениях. Помимо этого власти Армении обвинили Азербайджан в обстреле города Мартуни. Азербайджан, в свою очередь обвинил армянские вооруженные силы в обстреле территории Тертерского района.
Генеральная прокуратура Азербайджана сообщила, что 28 октября около 13:00 армянские вооружённые силы нанесли удар по городу Барда. В сообщении говорится, что в результате удара по территории торговых объектов погиб 21 человек, около 70 человек получили ранения. Правозащитная организация Amnesty International и Human Rights Watch подтвердила факт использования Арменией запрещенных кассетных бомб. Президент Азербайджана сообщил, что под контроль Азербайджана перешли сёла
Агалы I, Агалы II, Агалы III, Зернели Зангеланского района, Мандылы Физулинского района, Газанземи, Ханагабулаг, Чюллю, Гушчулар, Караагач Джебраильского района, Гильяслы, Адильджа, Гылыджан Губадлинского района.

### 29 октября
Президент Азербайджана издал указ «об организации временного особого управления на освобождённых территориях». Согласно указу для каждого района расположенного на этих территориях будет назначен временный комендант, координирующий работу органов власти.
Президент НКР Араик Арутюнян в видеобращении объявил, что азербайджанская армия находится уже в пяти километрах от города Шуша.
При посредничестве России, при участии полевой группы МККК и личного представителя действующего председателя ОБСЕ армянской стороне были переданы тела 29 армянских военнослужащих. Помимо этого, из Азербайджана в Армению была возвращена пожилая жительница Гадрута, оставшаяся в городе после того, как его заняла азербайджанская армия, армянская сторона отказалась принять другого пожилого жителя Гадрута.

### 30 октября
Президент Азербайджана Ильхам Алиев заявил, что «азербайджанская армия освободила от оккупации» сёла Худавердили, Гурбантепе, Шахвеледли, Хубьярлы Джебраильского района, сёла Аладин, Веджнели Зангеланского района и сёла Кавдадыг, Мемер, Моллалы Губадлинского района.
Правительство России объявило, что они «открыты для [возвращения] армянских земель Азербайджану», как сообщает The Moscow Times. Однако президент Владимир Путин добавил: «Но нам нужно прекратить боевые действия на первом этапе, остановить гибель людей и сесть за стол переговоров». Amnesty International сообщила о первом подтверждении применения Арменией кассетных боеприпасов, охарактеризовав его как «жестокое и безрассудное» Иран раскритиковал Минскую группу, заявив, что «нет реального желания установить мир» с обеих сторон.

### 31 октября
Министерство обороны Азербайджана сообщило, что бои в направлении Агдере, Ходжавенда и Губадлы продолжались, а «армянские ВС, неся потери, отступали по всему фронту». Министерство обороны Армении, в свою очередь, заявило, что на центральном направлении ВС Азербайджана удалось добиться определенного успеха и улучшения позиций, тогда как на юге и юго-востоке в отдельных локальных боях армянские военные, по словам ведомства, «смогли взять у противника некоторые позиции и обеспечить определенное продвижение».
Омбудсмен Армении Арман Татоян обвинил Азербайджан в использовании в лесах близ населенных пунктов вооружений, содержащих фосфор. Минобороны Азербайджана опровергло обвинения армянской стороны, заявив, что это армянские военные завозят содержащие фосфор боеприпасы в район Мартуни и поджигают с помощью белого фосфора леса близ Шуши, чтобы затруднить азербайджанским дронам обзор.
Армения заявила, что Азербайджан применяет запрещенные фосфорные боеприпасы над Нагорным Карабахом, поджигая леса в окрестностях населенных пунктов. Обе стороны начинают обвинять друг друга в бомбардировках жилых районов в нарушение пакта. Азербайджан выступил с опровержением. МИД России тогда заявил, что они будут готовы оказать «всю необходимую помощь» партнеру по договору Армении, если нагорно-карабахский конфликт распространится на территорию Армении.

## Ноябрь

### 1 ноября
В течение дня Степанакерт, Мардакерт и Шуша несколько раз попадали под обстрел со стороны армии Азербайджана. Со стороны же армянских сил снаряды прилетали по сёлам в Тертерском и Агджабединском районах Азербайджана. В то же время, согласно сообщениям сторон, по всей линии соприкосновения шли боевые столкновения Президент Азербайджана Ильхам Алиев поклялся бороться «до конца», если переговоры не удастся.
Побывавшая в Лачине корреспондент Русской службы Би-би-си сообщила, что «над ущельем, разделяющим Армению и Лачинский район Азербайджана выстрелы артиллерии раздаются так близко, что можно проследить направление полёта снаряда», а в самом Лачине также «хорошо слышны взрывы и выстрелы».

### 2 ноября
Президент Азербайджана Ильхам Алиев объявил, что под контроль вооружённых сил Азербайджана перешли сёла Чапранд, Гаджи Исаглы, Гоша Булаг Джебраильского района, сёла Дере Гилятаг, Бёюк Гилятаг Зангеланского района и сёла Ишыглы, Мурадханлы, Миланлы Губадлинского района.
В этот же день стало известно о гибели заместителя министра обороны и заместителя командующего Армией обороны НКР Артура Саркисяна.
Министерство обороны Азербайджана сообщило, что армянская сторона подвергла артиллерийскому обстрелу посёлок Шихарх, сёла Газьян и Гапанлы Тертерского района, а также село Еникенд Геранбойского района.
Вечером МО Армении признало потерю Армией обороны НКР некоторых позиций в направлении Мартуни.

### 3 ноября
В течение дня обе стороны сообщали о боях под Мартуни и на южном и юго-восточном участках фронта. Армянская сторона также сообщала об азербайджанских атаках на севере, по направлению Кельбаджарского района. Азербайджанская сторона, в свою очередь, сообщила о танковых боях в направлении Мартуни.

### 4 ноября
Минобороны Азербайджана сообщило о продолжавшихся боях на нескольких направлениях на южном и юго-восточном участке фронта — по направлению к Агдаму, Мартуни, Зангелана и Губадлы. Армянская сторона, в свою очередь сообщила о боях под Шушой, а позднее и под Лачином. Вскоре власти НКР объявили о временном закрытии для гражданских лиц участка дороги Шуша—Лачин, ведущей из Армении в Нагорный Карабах, в связи с интенсивностью боев в этом направлении.
Ближе к вечеру президент Азербайджана объявил об «освобождении азербайджанской армией» сёл Миряк, Кавдар Джебраильского, Мешадиисмаиллы, Шафибейли Зангеланского и Башарат, Каракишиляр и Караджаллы Губадлинского районов.
В сети появились сообщения, что азербайджанская армия используют белорусскую систему РЭБ «Гроза-С» (бел. Навальніца-С) для борьбы с дронами противника. Системы были куплены Азербайджаном у белорусских разработчиков примерно в 2018 году. В Баку сообщается, что этот комплекс уничтожил один армянский беспилотник в Тавузском районе.

### 5 ноября
Министерство обороны Азербайджана обвинило в обстреле села Киямаддинли Агджабединского района и неназванных «населённых пунктов Геранбойского и Тертерского районов», города Тертер, села Сахлаабад Тертерского района, а также сёл Гаджитуралы и Афатли Агдамского района.
Армия НКР, в свою очередь, сообщила о боях с небольшими группами противника в районе сёл Дашалты и Туршсу.

### 6 ноября
Министерство обороны Азербайджана заявило, что армянская сторона подвергла обстрелу город Тертер, сёла Казьян, Капанлы, Кайнаг и Гусанли Тертерского района, село Тапкаракоюнлу Геранбойского района, а также участки армяно-азербайджанской государственной границы в Товузском, Кедабекском и Дашкесанском районах Азербайджана.

### 7 ноября
Президент Азербайджана объявил о взятии под контроль сёл Юхары Вейсалли, Юхары Сеидахмедли, Корган, Махмудлу 3-е, Каджар, Диваналылар Физулинского района, Юхары Мазра, Янархадж Джебраильского района, Казьян, Бала-Солтанлы, Марданлы Губадлинского района, Бешдали Зангеланского района, Карабулак, Мошхмаат Ходжалинского (в советский период — Аскеранского) района, Атагут и Цакури Ходжавендского района.
Вечером сообщили о том, что группа добровольцев из Абхазии в составе более 20 человек прибыла в Нагорный Карабах. Некоторые российские корреспонденты заявили, что группа состоит из ветеранов из батальона имени Баграмяна.

### 8 ноября
Президент Азербайджана Ильхам Алиев в обращении к нации заявил, что Азербайджанская армия взяла под контроль город Шушу.

### 9 ноября
Президент Азербайджана Ильхам Алиев объявил о взятии азербайджанской армией под контроль сёл Кобу Дилагарда, Ял Пирахмедли, Юхары-Яглевенд, Дилагарда, Сеид Махмудлу, Алеcкерли Физулинского района, Демирчиляр, Чанагчы, Мадаткенд, Сигнах Ходжалинского района, Сусанлыг, Доми, Туг, Акаку, Азых Ходжавендского района, Гусейналылар, Сеюдлю, Ашагы Сирик Джебраильского района, Юхары Моллу, Ашагы Моллу, Ходжик Губадлинского района, Кечикли, Ордекли Зангеланского района.
Вечером 9 ноября вице-спикер законодательного собрания Ульяновской области, лидер фракции КПРФ Айрат Гибатдинов опубликовал в своем аккаунте в Instagram видео с подписью «31-я бригада направляется в Нагорный Карабах! Кому нужна эта война? Удачи нашим ребятам». На опубликованных депутатом кадрах была видна колонна грузовиков, выстроившаяся то ли на плацу, то ли на военном аэродроме.

### 10 ноября
10 ноября 2020 года было опубликовано совместное заявление Президента Азербайджанской Республики, Премьер-министра Республики Армения и Президента Российской Федерации о полном прекращении огня и всех военных действий в зоне нагорно-карабахского конфликта с 00 часов 00 минут по московскому времени 10 ноября 2020 года.

### 15 ноября
Помощник Президента Азербайджана, Хикмет Гаджиев заявил, что при посредничестве России по просьбе армянской стороны Азербайджан согласился сдвинуть срок возврата Кельбаджарского района на 25 ноября.

### 18 ноября
18 ноября властями Армянской Республики в Мардакерте была начата эвакуация около 2 тыс. жителей сёл Алиагалы, Паправенд, Кызыл Кенгерли, Моллалар, Алимадатли, Бойахмедли и Калайчылар Агдамского района, которые, согласно юрисдикции НКР, были в составе Мартакертского района и в которых имелось население. Жителям на переезд дали время до 23 часов 19 ноября. Шесть из семи упомянутых сёл в советское время были частью Агдамского района, а одно (Каралар, на месте которого построено село Нор Сейсулан) было эксклавной частью Мардакертского района Нагорно-Карабахской автономной области, со всех сторон окружённое территорией Агдамского района).

### 19 ноября
19 ноября руководитель азербайджанской общины Карабаха Турал Гянджалиев сообщил, что Вооруженные силы Азербайджана вошли в город Агдам.

### 20 ноября
В 7:56 утра 20 ноября Министерство обороны Азербайджана сообщило, что 20 ноября азербайджанские войска вошли в Агдамский район, в 12:00 президент Азербайджана заявил в прямом эфире, что Агдамский район полностью перешёл под контроль армии Азербайджана.

### 25 ноября
Подразделения вооружённых сил Азербайджана вошли в Кельбаджарский район.

## Декабрь

### 1 декабря
Министерство обороны Азербайджана сообщило о том, что подразделения Азербайджанской Армии 1 декабря вошли в Лачинский район. В полдень президент Азербайджана Ильхам Алиев выступил с обращением к народу в связи с переходом Лачинского района под азербайджанский контроль.

## 2021 год

### 8 ноября
Служба нацбезопасности НКР сообщила о стрельбе со стороны азербайджанских военных по мирным жителям возле Шуши, один человек погиб. Следственный комитет НКР сообщил, что 8 ноября военнослужащий армии Азербайджана перешёл на территорию НКР в районе Шуши на автодороге Шуша-Лачин. Он произвел несколько выстрелов в направлении граждан, ремонтировавших трубопровод. В результате четверо из них получили огнестрельные ранения, один из них — смертельное.

### 9 ноября
По сообщениям азербайджанской стороны, ВС Армении с позиций в населенном пункте Верин Шоржа Варденисского района подвергли обстрелу инженерную технику у позиций Азербайджанской армии в направлении НП Йеллиджа Кельбаджарского района.

### 13 ноября
Гражданин Армении Норайр Мирзоян бросил гранату РГД-5 в азербайджанский военнослужащих и российских миротворцев, дежуривших у села Дашалты в окрестностях города Шуша. В результате взрыва пострадали три человека.

### 15 ноября
МИД Азербайджана заявило, что ночью ВС Армении обстреляли позиции Азербайджана в Кельбаджарском районе.

### 16 ноября
Военная обстановка на границе обострилась. Есть погибшие и раненые. Минобороны Армении в 17:30 мск сообщило о прекращении огня на границе с Азербайджаном. Российское министерство обороны сообщило о прекращении боевых действий после телефонных консультаций со сторонами конфликта.